# Liste der Laverda-Motorräder
Moto Laverda war ein italienischer Motorradhersteller. Das 1949 gegründete Unternehmen ging 1987 in die Insolvenz. 1993 als International Moto Laverda S.p.A. neu gegründet, wurde Laverda 2004 vom Piaggio-Konzern übernommen, als Piaggio Aprilia (den damaligen Besitzer) übernahm. 2006 wurde das Unternehmen nach dem Tod von Massimo Laverda, einer Schlüsselperson in der Geschäftsführung des Unternehmens, endgültig geschlossen.

## 1950 bis 1987

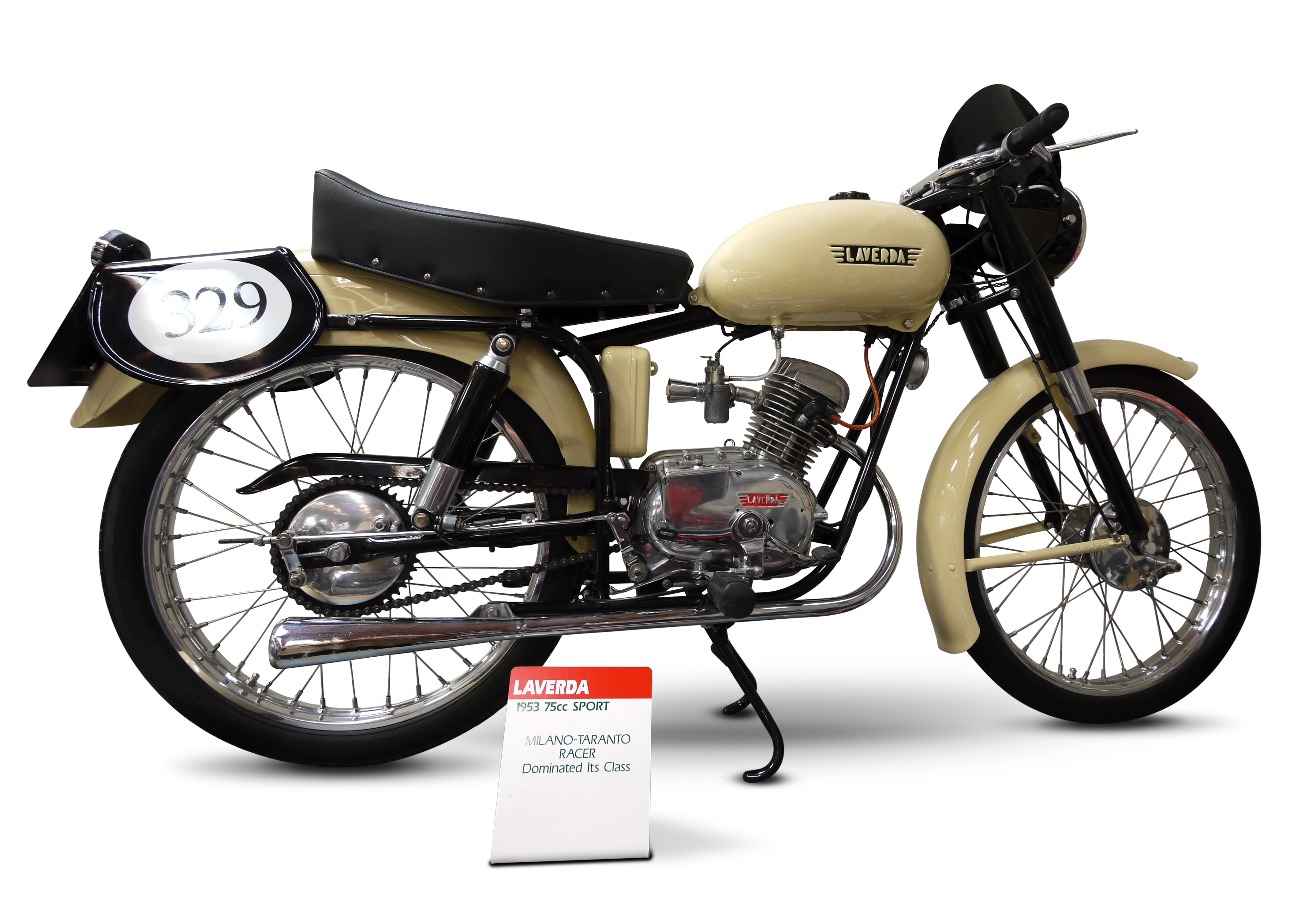
Milan Taranto 75

Während dieser Zeit stand das Unternehmen Laverda unter der Kontrolle der Familie Laverda.

### Eigenmodelle und Importeurs-Editionen

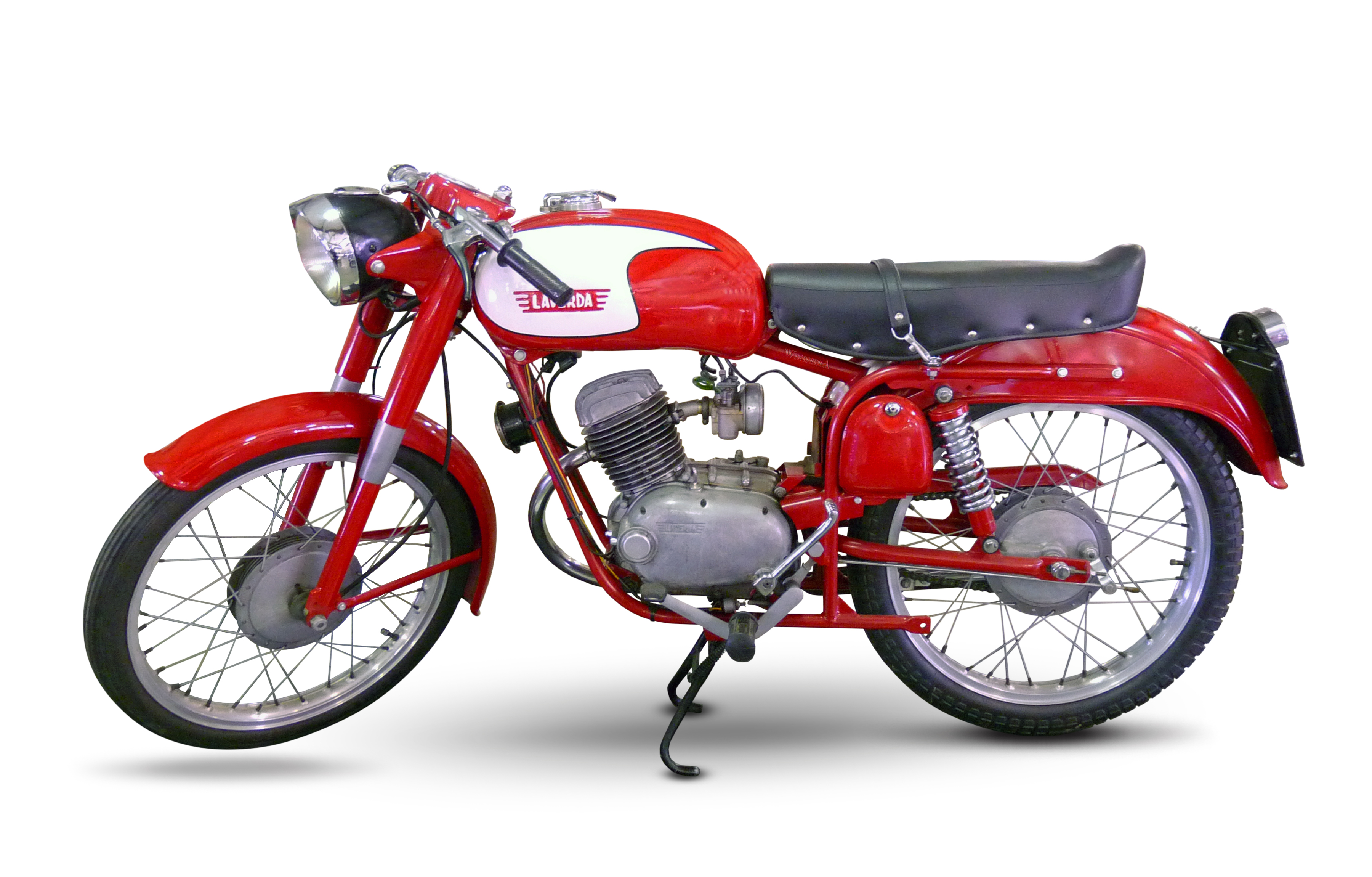
Tipo Sport 100

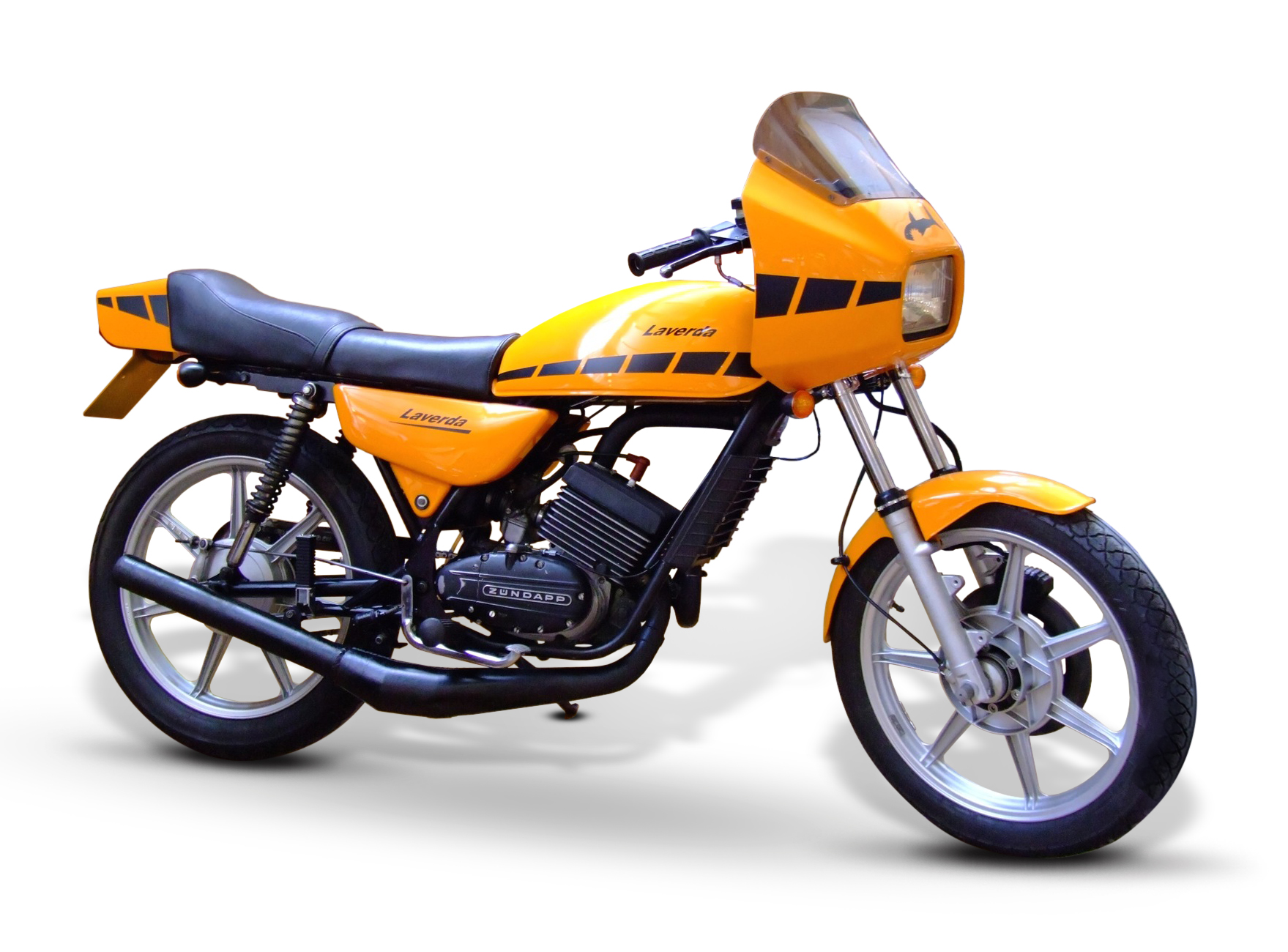
LZ 125

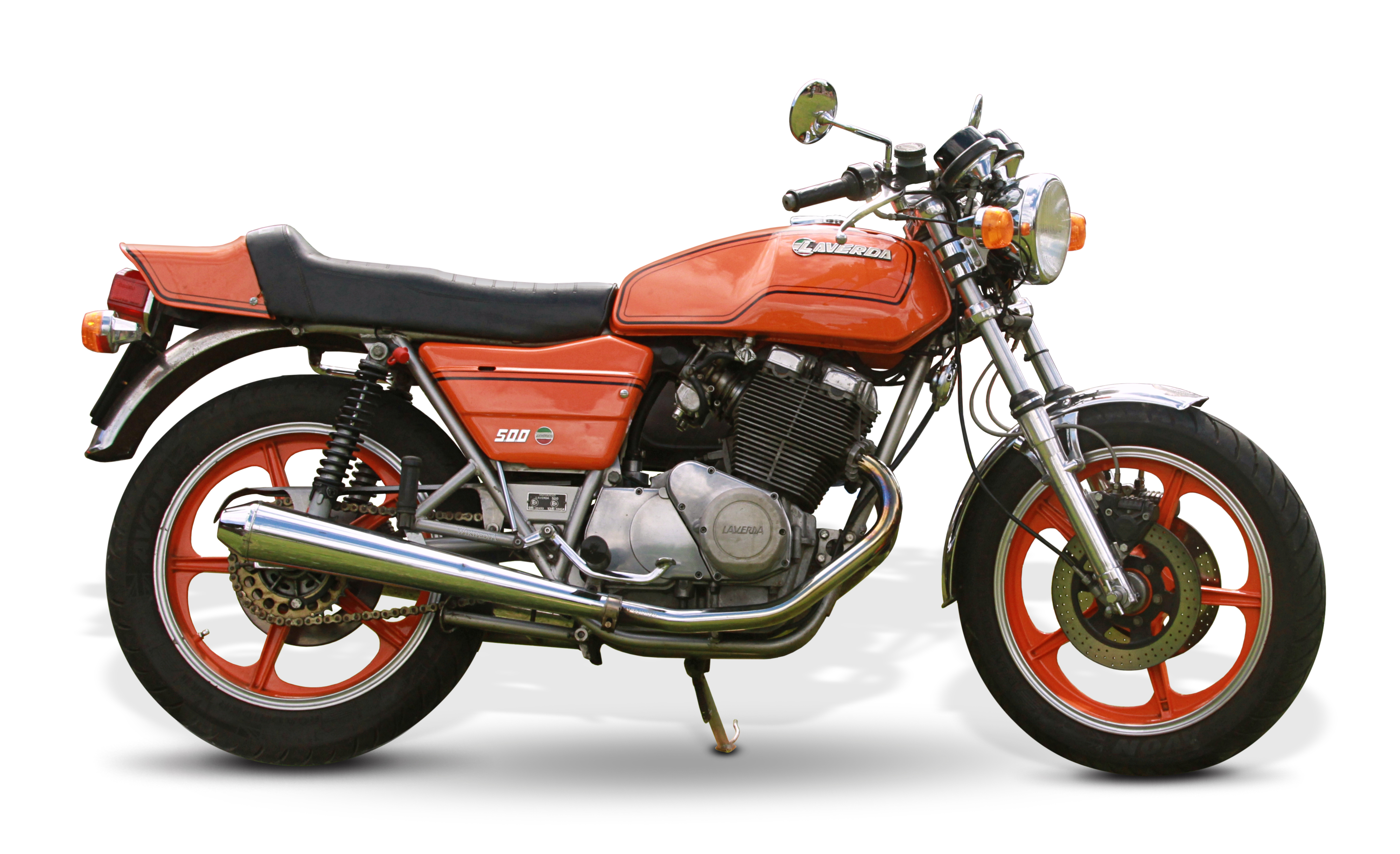
500 S

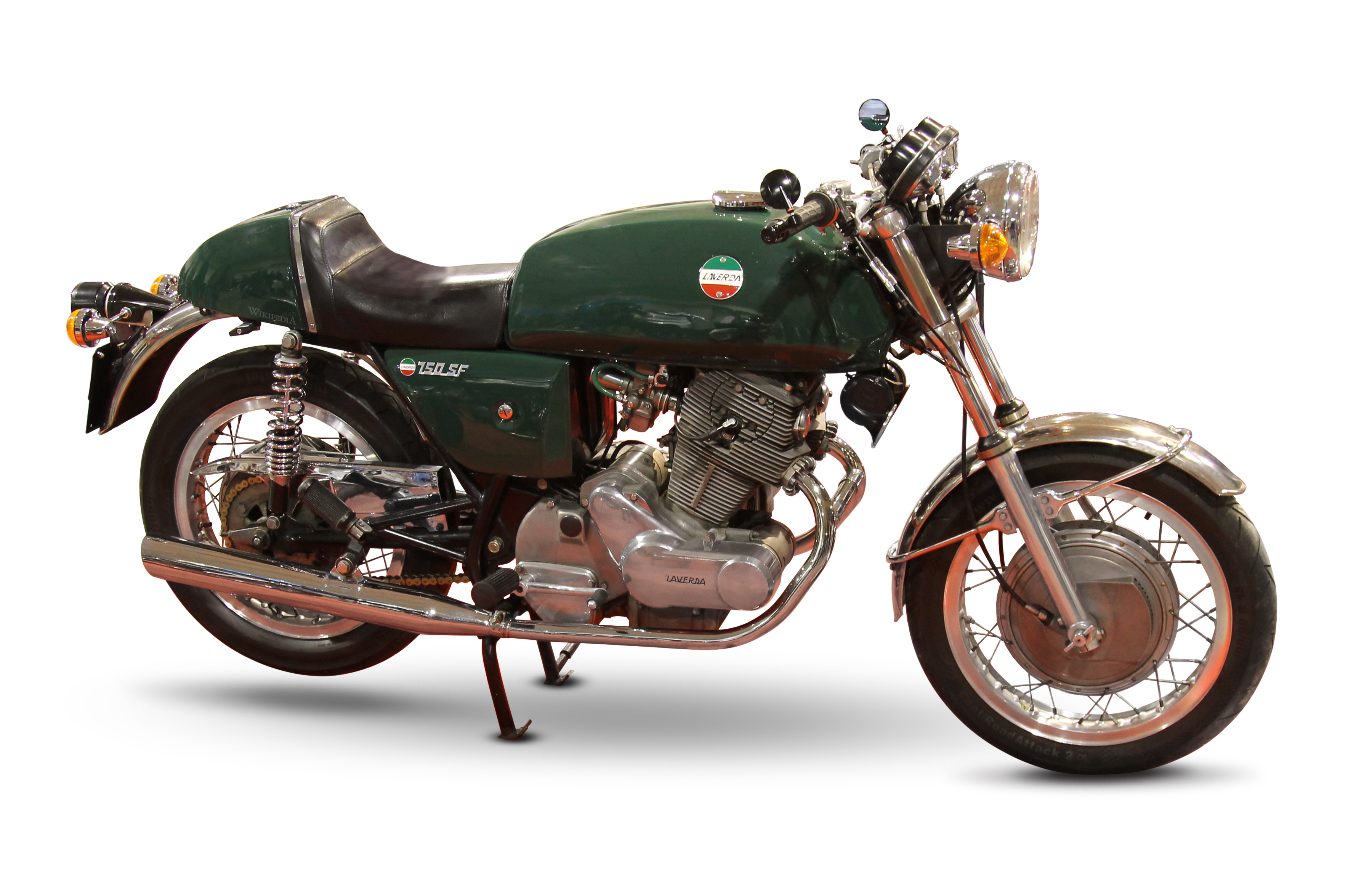
750 SF

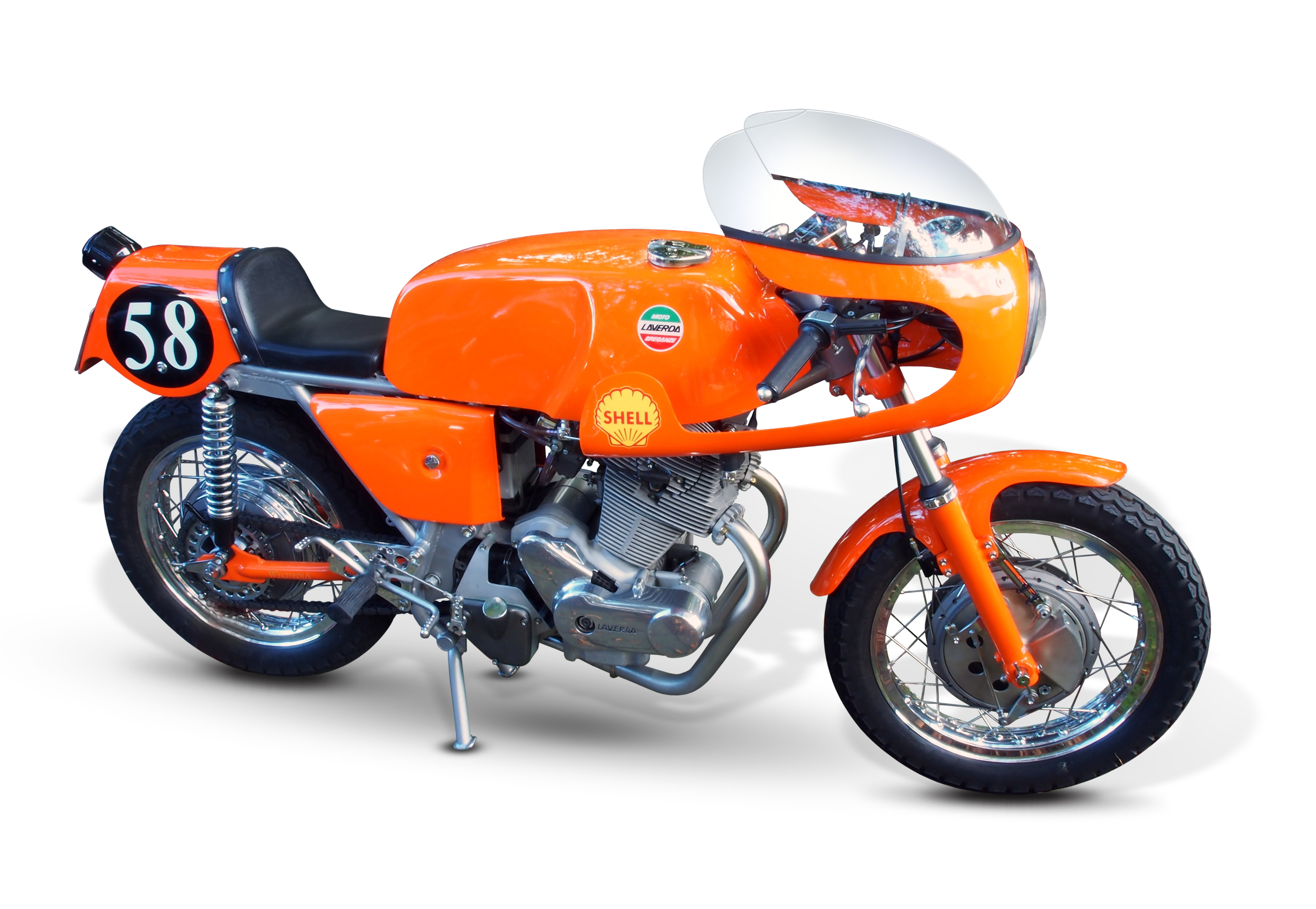
750 SFC

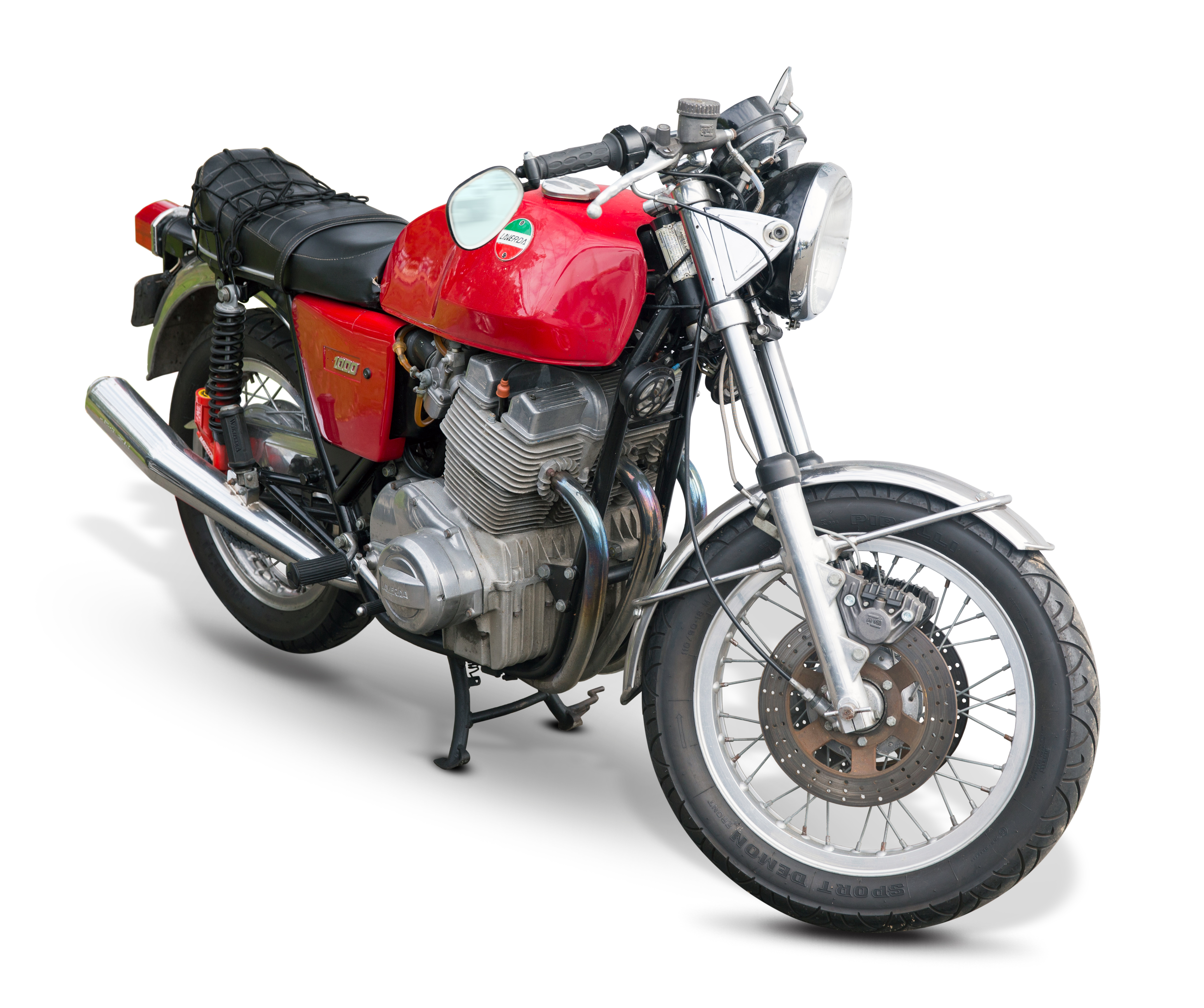
1000 3C

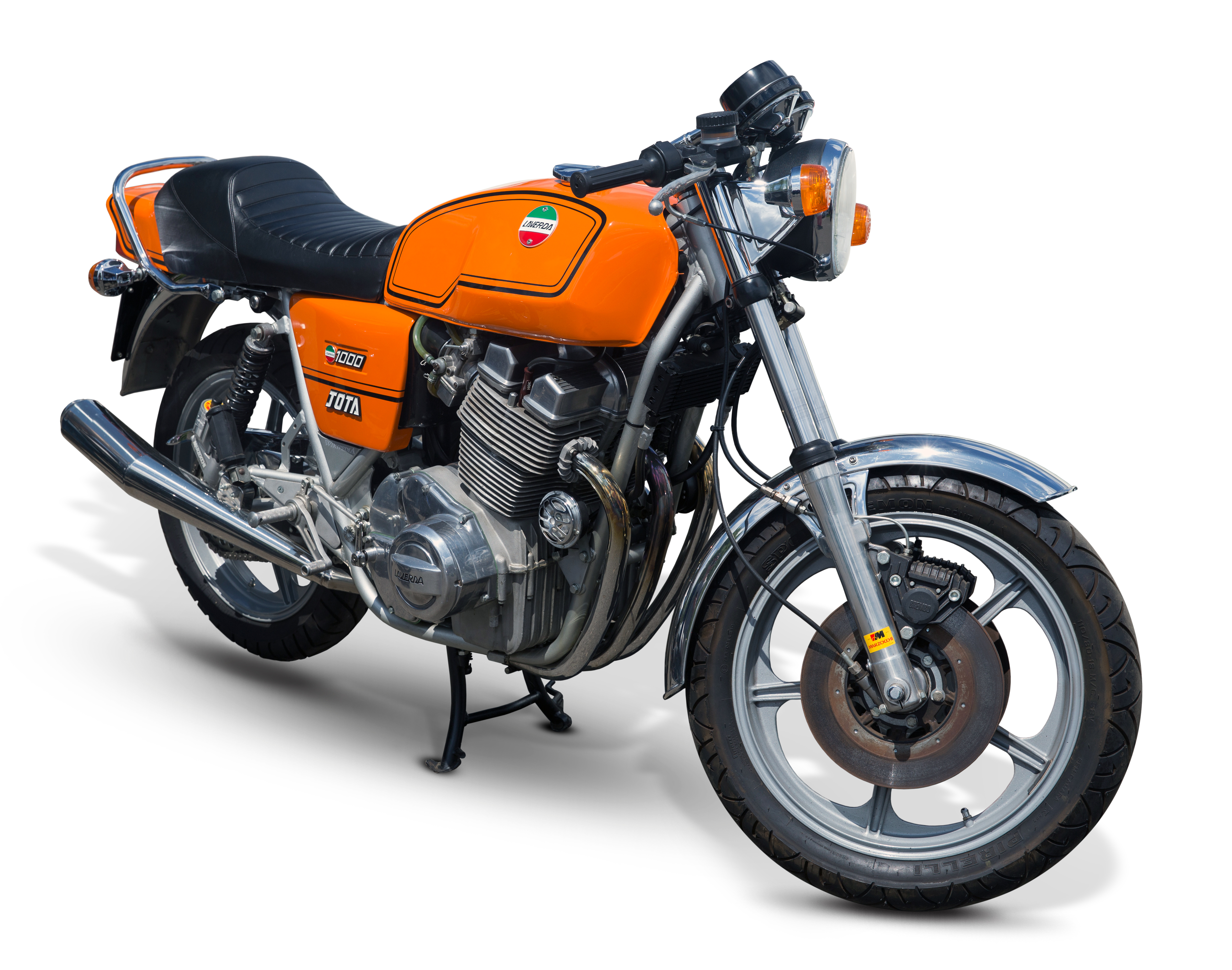
JOTA 1000

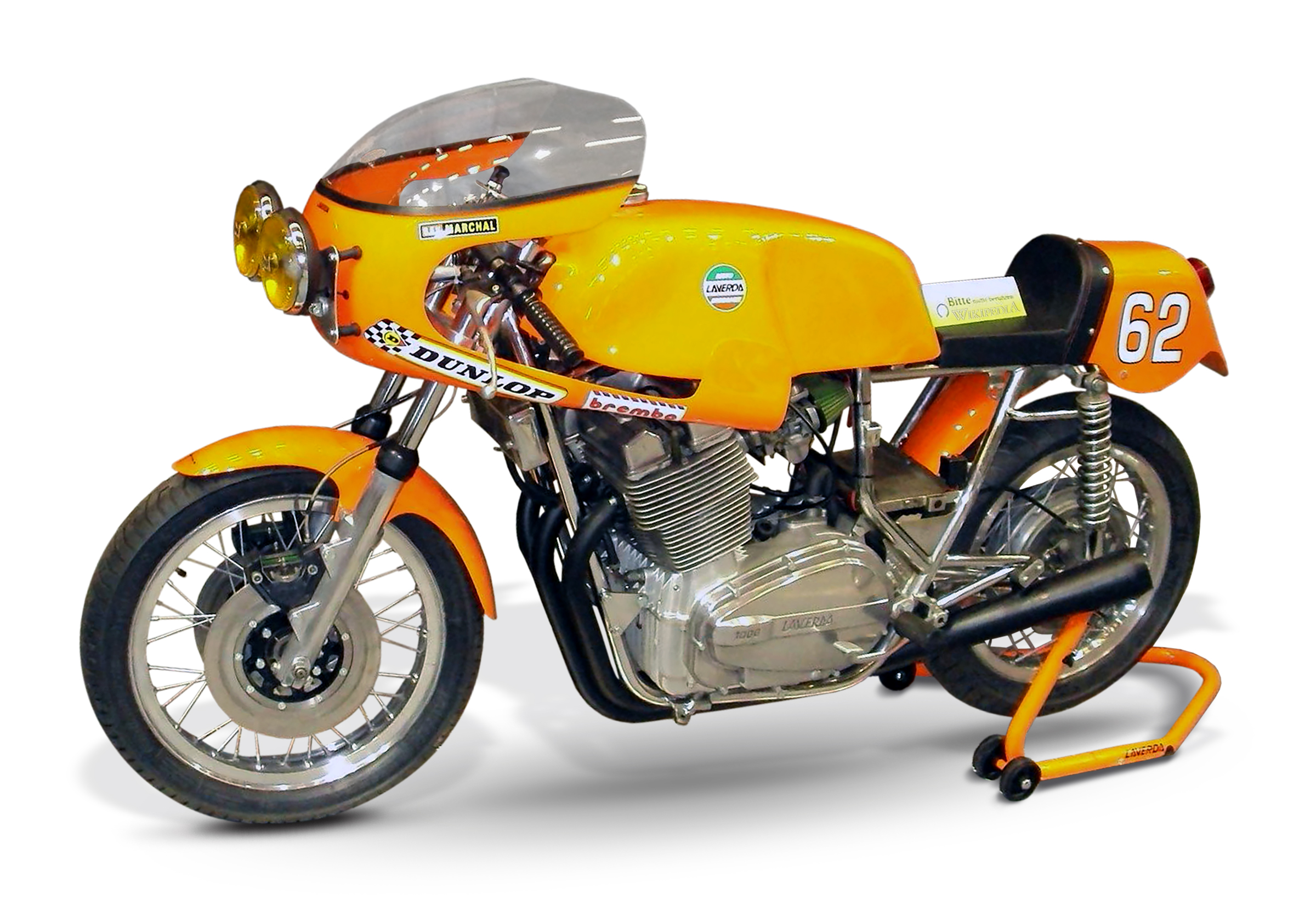
1000 3C Endurance Bol d'Or

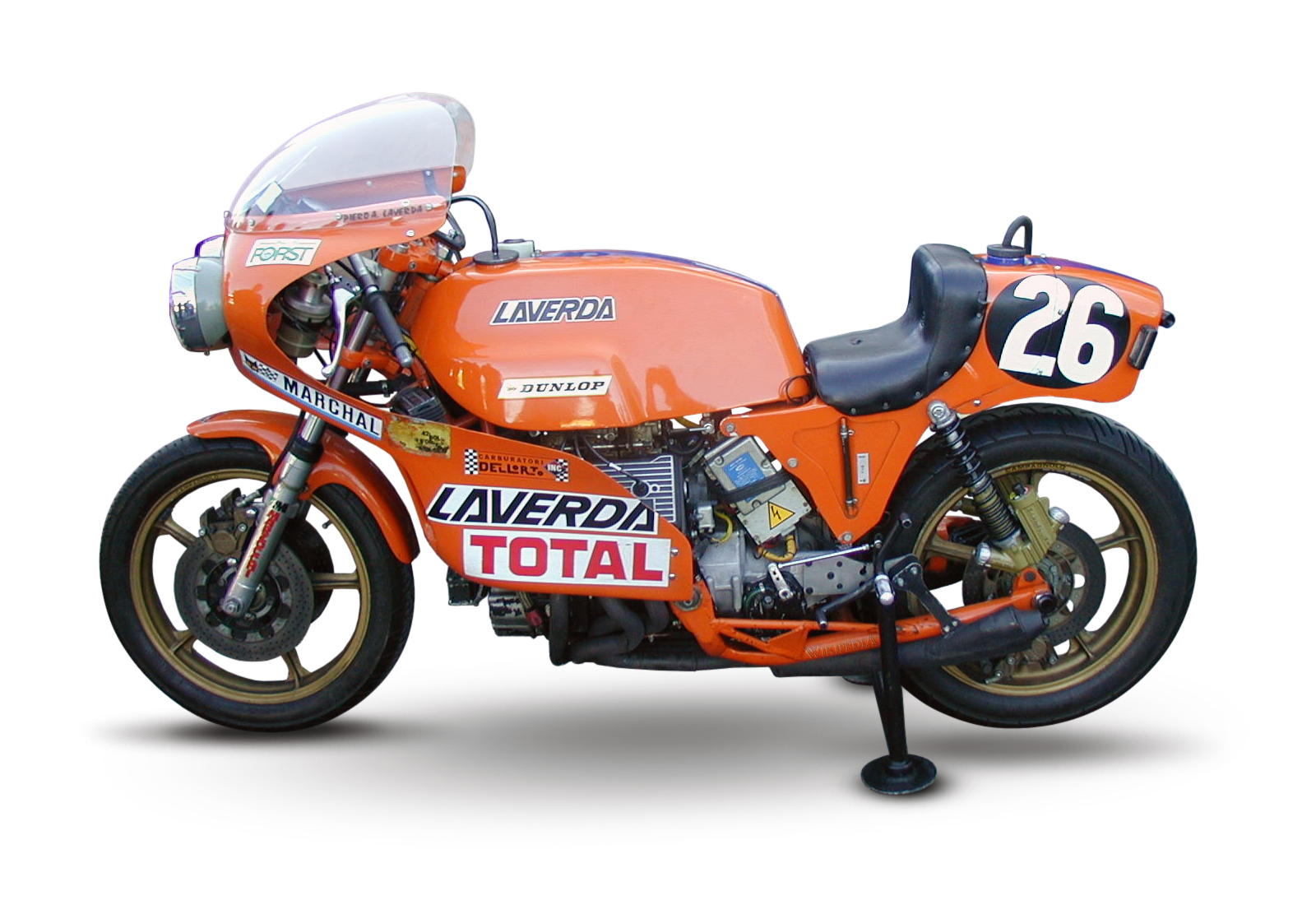
1000 V6

| Hubraum  | Modell                            | Bauzeit   | Merkmale/Besonderheiten |
| -------- | --------------------------------- | --------- | --- |
| 50 cm³   | Laverdino                         | 1959      | 50-cm³-Viertakt-Moped. Angeboten in der Version Laverdino Sport (S) und Laverdino Turismo (T) Gebaut wurden 400 (S) und 1400 (T) |
| 50 cm³   | 48 Laverdino 2T                   | 1964–1967 | Einzylinder-Zweitakt- (1:20) Moped / Der erste 2-Takter von Laverda mit mechanischer Scheibenbremse 4500 Exemplare |
| 50 cm³   | 49 Mini                           | 1960–1962 | 49-cm³-Viertakt-Roller mit 2-Gang-Getriebe und Einzelsitz. Ab 1962 mit 3 Gängen und Doppelsitz ausgestattet |
| 50 cm³   | LZ 50                             | 1981–1983 | Leichtkraftrad mit Zweitaktmotor der Marke Zündapp Parallel dazu gab es noch die gleich aussehende LZ 50 Pippo, die als Mofa lediglich eine Höchstgeschwindigkeit von 25 km/h erreichte. (1,4 PS bei 4000 rpm) |
| 50 cm³   | LZ 50 Sport                       | 1981–1983 | Sport-Version der LZ 50 mit kleiner Frontverkleidung |
| 50 cm³   | OR 50 Atlas                       | 1985–1990 | Zweitakt-Enduro mit Motor von Cagiva/Minarelli Die kleine Schwester der Atlas wurde erst unter staatlicher Kontrolle von LAVERDA produziert. |
| 60 cm³   | 60 Mini                           | 1962      | Hubraumvergrößerte Version der 49 Mini. (Vor allem der Exportmarkt verlangte eine stärkere Motorisierung) |
| 75 cm³   | Motoleggera 75 (in versch. Vers.) | 1949–1960 | Präsentation 1949 mit einem 75-cm³-OHV-Motor. 3-Gang-Getriebe, Pressstahlrahmen und Cantileverschwinge. Ab 1950 mit Pressstahl-Rückgratrahmen. 1952 erhielt das Modell einen Rohrrahmen, eine geänderteHinterradaufhängung und ein 4-Gang-Getriebe. Ca 500 Stück (alle Varianten)                                                                                      |
| 75 cm³   | Milan Taranto 75                  | 1952–1960 | Leistungsgesteigerte Version der Motoleggera nach dem Erfolg beim Giro d’Italia. Auch als Laverda 75 Corsa bekannt. Mit Rohrrahmen, Teleskop vo+hi und Doppelsitzbank |
| 75 cm³   | Tipo Sport 100                    | 1953–1960 | Neuauflage der Milan Taranto 75 mit vergrößertem Hubraum. In versch. Versionen, unter anderem als Laverda 100 Sport Lusso 1957 |
| 75 cm³   | Tipo Tourismo 100                 | 1953–1960 | Touring-Version der Tipo Sport 100 |
| 125 cm³  | 125 Sport                         | 1965      | OHV-Einzelzylinder mit nahezu horizontal geneigtem Zylinder |
| 125 cm³  | 125 Trail                         | 1965      | Offroad-Version der 125 Sport |
| 125 cm³  | 125 CR                            | 1975–1976 | Geländemotorrad mit luftgekühltem Husqvarna-Zweitaktmotor |
| 125 cm³  | LH 125                            | 1976–1979 | Aus der 125 CR entwickeltes Offroad-Motorrad. Von diesem Modell wurden 3 Generationen produziert: LH1 / LH 2 / LH3 ca. 2000 (alle LH) |
| 125 cm³  | LZ 125                            | 1977–1983 | Straßenmotorrad mit wassergekühltem 2-Takt-Motor von Zündapp ca. 20.000 (Alle LZ) |
| 125 cm³  | LZ 125 Sport                      | 1980–1983 | Sport-Version der LZ 125 mit kleiner Frontverkleidung |
| 125 cm³  | LZ 125 Elegant                    | 1981–1983 | Custom-Version (Sonderauflage) der LZ 125 in Schwarz und Gold |
| 125 cm³  | LZ 125 Elegant                    | 1981–1983 | Chopper-Version der LZ 125 |
| 125 cm³  | LB 125 Sport                      | 1983–1985 | Nach dem Ende von Zündapp begann Laverda mit der Produktion eigener Motoren auf Basis der Zündapp-Bauweise |
| 125 cm³  | LB 125 Uno                        | 1984–1986 | Überarbeitete Version des Modell Sport mit Rahmen aus Vierkantrohren, 16-Zoll-Vorderrad und Öleinspritzung |
| 125 cm³  | LB 125 Lesmo                      | 1986–1989 | Nachfolge-Modell der Uno mit Vollverkleidung und gesteigerter Leistung |
| 125 cm³  | LB 125 Sabbia                     | 1986–1987 | Tourenversion mit Gepäckträger und Satteltaschen |
| 175 cm³  | LZ 175                            | 1977–1983 | Straßenmotorrad mit wassergekühltem Zweitaktmotor von Zündapp |
| 200 cm³  | 200 Bicilindrico                  | 1962–1976 | 200-cm³-Viertakt-Zweizylinder |
| 250 cm³  | 250 Chott                         | 1974–1976 | Zweitakt-Gelände-Motorrad |
| 250 cm³  | 250 2T/R                          | 1976–1977 | Überarbeitung der Chott mit mehr Leistung und stabilerem Rahmen |
| 250 cm³  | 250 Enduro                        | 1977–1979 | Ersatz-/Nachfolger der 2T/R mit einem Husqvarna-Zweitaktmotor |
| 350 cm³  | 350                               | 1978–1981 | DOHC-Twin, abgeleitet von der 500T. Eingeführt, nachdem Italien die Mehrwertsteuer auf Motorräder über 350 cm³ erhöht hatte |
| 350 cm³  | GS Lesmo 350                      | 1985      | 350er wassergekühlter V3-Zweitakt-Prototyp, der nie in Produktion ging |
| 500 cm³  | 500T                              | 1977–1978 | Luftgekühlter DOHC-Viertakt-Reihentwin. In Großbritannien als „Alpino“ und in den USA als Zeta bezeichnet |
| 500 cm³  | 500S                              | 1978–1983 | Aktualisierte und neu gestaltete Version der 500T mit Motorausgleichswelle. In Großbritannien als „Alpino S“ bekannt |
| 500 cm³  | Formula 500                       | 1978–1980 | Für den Rennseinsatz modifizierte Version der 500S |
| 500 cm³  | Montjuic                          | 1979–1984 | Nur in Großbritannien erhältliche Hochleistungsversion der 500S |
| 500 cm³  | 500SFC                            | 1981–1983 | Nur in Deutschland erhältliche Version als Cafe Racer der 500S (Von Moto-Witt umgebaut) |
| 600 cm³  | OR 600 Atlas                      | 1986–1989 | On-/Offroad-Maschine mit einem 571-cm³-DOHC-Twin, abgeleitet vom 500T |
| 600 cm³  | CR 600 Cruiser                    | 1986–1989 | Roadster mit dem gleichen Motor wie die OR 600 Atlas |
| 650 cm³  | 650 GT                            | 1968      | 650-cm³-SOHC-Zweizylinder |
| 668 cm³  | 668 CR Cruiser                    | 1986      | Prototyp mit einer Weiterentwicklung des 600-cm³-Twins mit Ölkühlung, einer Kraftstoffeinspritzung von Weber-Marelli und vergrößertem Hubraum auf 668 cm³ |
| 750 cm³  | 750 GT                            | 1968–1974 | 750-cm³-SOHC-Zweizylinder |
| 750 cm³  | 750 S                             | 1969–1970 | Sportversion der 750 GT |
| 750 cm³  | 750 SF                            | 1970–1973 | Weiterentwicklung der 750 S |
| 750 cm³  | SF1                               | 1973      | Update der SF |
| 750 cm³  | SF2                               | 1974–1975 | Update der SF1 |
| 750 cm³  | SF3                               | 1976      | Update der SF2 |
| 750 cm³  | SFC                               | 1971–1976 | Handgefertigter „Production-Racer“, entwickelt aus der SF |
| 750 cm³  | 750 GTL                           | 1974–1977 | Überarbeitete Version der 750 GT |
| 1000 cm³ | 1000                              | 1973–1974 | 981-cm³-DOHC-Dreizylinder. Die ersten 50 in 1972 gebauten Fahrzeuge hatten eine 3 in 1 Auspuffanlage, Trommelbremsen vorne und hinten, und das Zündschloss im linken Seitendeckel. Produktionszahlen (230 Stück) wurden absichtlich niedrig gehalten da das Nachfolgemodell bereits geplant war.                                                                       |
| 1000 cm³ | 3 C                               | 1974–1975 | Aktualisierte Version der 1000er mit Scheibenbremsen. Das Modell wurde oft auf Trommeln zurückgerüstet da das Nassbremsverhalten zu wünschen übrig liess. 2122 Stück wurden produziert. |
| 1000 cm³ | 3 CL                              | 1975–1981 | Aktualisierte Version der 3 C mit Gussrädern. Bei der US-Version wurde der linksseitige Schaltung und das Getriebe geändert und das Modell erhielt die Bezeichnung „Jarama“. Sie wurde nur in den Farben rot und grün ausgeliefert. |
| 1000 cm³ | Jota                              | 1976–1982 | Hochleistungsversion der 1000-cm³-Dreizylinder. Die Jota war von 1976 bis 1981 das schnellste Serien-Motorrad der Welt. Es wurden acht verschieden Versionen aufgelegt. |
| 1000 cm³ | 1000 V6                           | 1977      | V6-Langstreckenrennmaschine. Es wurde eine einzige Maschine gebaut, die 1978 beim Bol d'Or startete. Im folgenden Jahr waren Langstreckenrennmaschinen auf vier Zylinder beschränkt, sodass das Projekt beendet wurde. 1991 wurde aus Ersatzteilen eine zweite Maschine aufgebaut, bevor die geplante Produktion von 25 Maschinen begann, die später eingestellt wurde |
| 1000 cm³ | Jota 120                          | 1982–1984 | Weiterentwicklung der Jota mit 120° Kurbelwelle |
| 1000 cm³ | RGS                               | 1982–1985 | Weiterentwicklung der 1000er Dreizylinder mit 120° Kurbelwelle. Es wurden 1300 Stück, zum damaligen Preis von 13.000 DM hergestellt. |
| 1000 cm³ | RGS Executive                     | 1982–1983 | Hochwertige (Luxus)-Version der RGA. Tourer mit Vollausstattung (Fahrgestellnummern ca.2300-2350) ca. 50 Stück. |
| 1000 cm³ | RGS Corsa                         | 1984–1986 | Leistungsgesteigerte Version der RGS. 250 Stück / Neupreis: 16.000 DM |
| 1000 cm³ | RGA                               | 1984–1985 | Abgespeckte Version der RGS |
| 1000 cm³ | RGA Jota                          | 1984–1985 | Sportlich gestaltete Version der RGA |
| 1000 cm³ | RGA Jota Special                  | 1984–1985 | Hochleistungsversion der RGA, hergestellt vom britischen Importeur Three Cross Motorcycles. Das Modell hatte einen Motor nach RGS Corsa-Spezifikation |
| 1000 cm³ | 1000 SFC                          | 1985–1988 | Leistungsstarker Ersatz für die RGS-Serie. Fahrgestellnummern zwischen #2790 und #2858 sowie zwischen #2900 und #3400. 540 Stück |
|          | 1000 SFC Classic                  | 1988–1989 | 60 Stück wurden gebaut und für den deutschen Importeur Moto Witt auf Speichenfelgen umgerüstet |
| 1200 cm³ | 1200T                             | 1977–1979 | Dreizylinder mit 1116 cm³, entwickelt aus dem 3CL mit 981 cm³. Ab Fahrgestell-Nr. #1367 Marzocchi-Dämpfer vorne. Zwischen #1519 und #1534 geänderte Zylinderköpfe die jedoch wieder zurückgebaut wurden (1200 Stück gebaut) |
| 1200 cm³ | Jota America                      | 1977–1979 | US-Version der 1200T, die den US-Amerikanischen Lärm- und Emissionsvorschriften entspricht und mit Linksschaltung ausgestattet ist |
| 1200 cm³ | Mirage                            | 1978–1982 | Britische Hochleistungsversion der 1200T. Die Mirage, wieder ein Model das von Slater kam, wurde mit den Teilen der Jota versehen und nur in grün mit gelbem Schriftzug verkauft. |
| 1200 cm³ | Formula Mirage                    | 1981      | Limitierte Sonderversion (14 Stück) der Mirage mit nochmals gesteigerter Leistung |
| 1200 cm³ | 30th Anniversary 1200             | 1979      | Limitierte Auflage zur Feier des 30. Jubiläums von Laverda. In Gold und Schwarz lackiert. Jeder Käufer erhielt ein persönliches Dankschreiben von Massimo Laverda, sowie eine Medaille. Limitiert auf 200 Stück (Fahrgestellnummern: 2200-2399) |
| 1200 cm³ | 1200TS                            | 1979–1982 | Gran-Turismo-Version der 1200T und der Jota America. Fahrgestell-Nr: 2400 bis 3062. Ab 2568 hydraulische Kupplung. 663 Exemplare |
| 1200 cm³ | 1200TS Mirage                     | 1979–1982 | Leistungsstärkere Version der 1200TS |

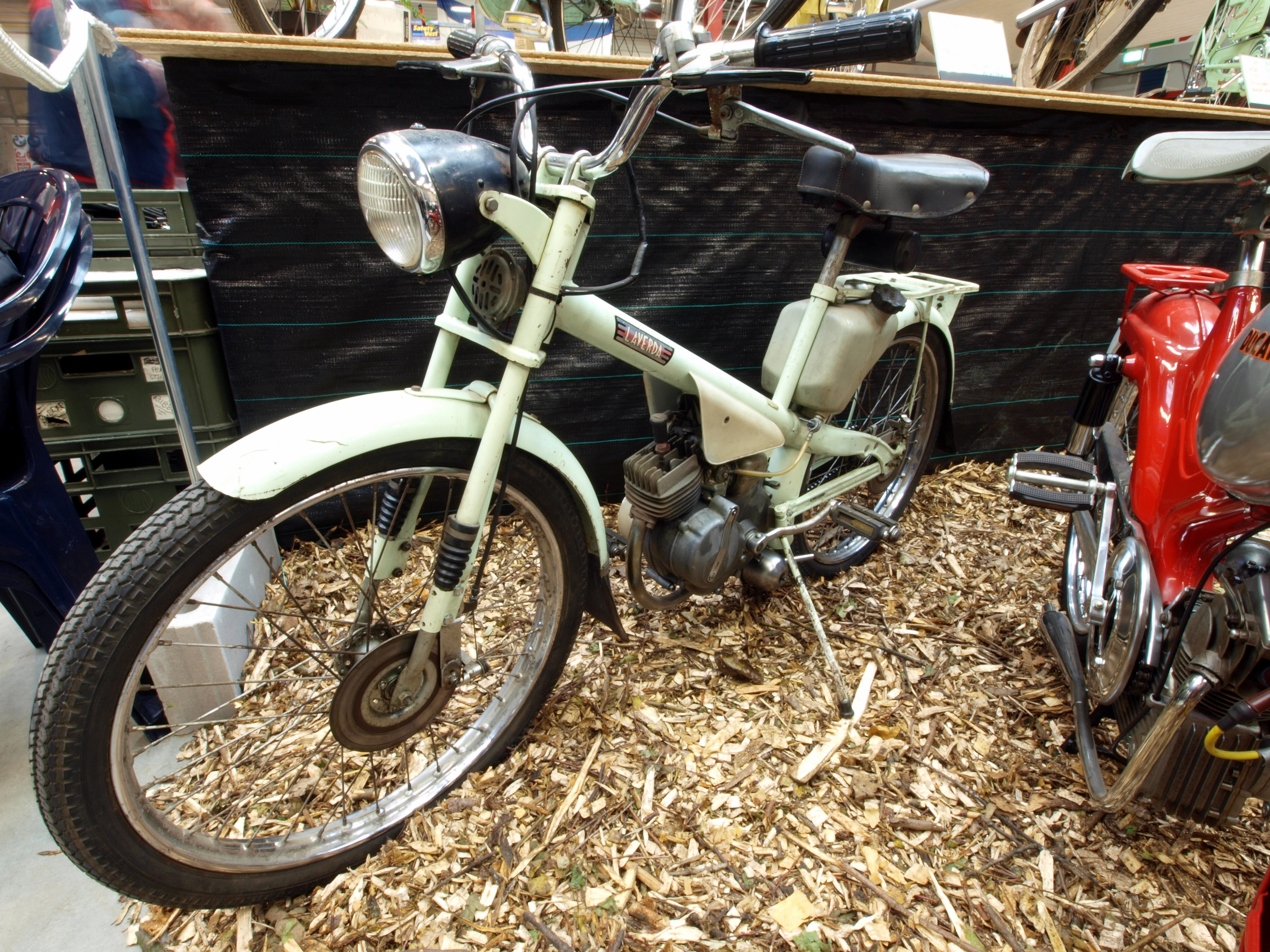
48 Laverdino 2T
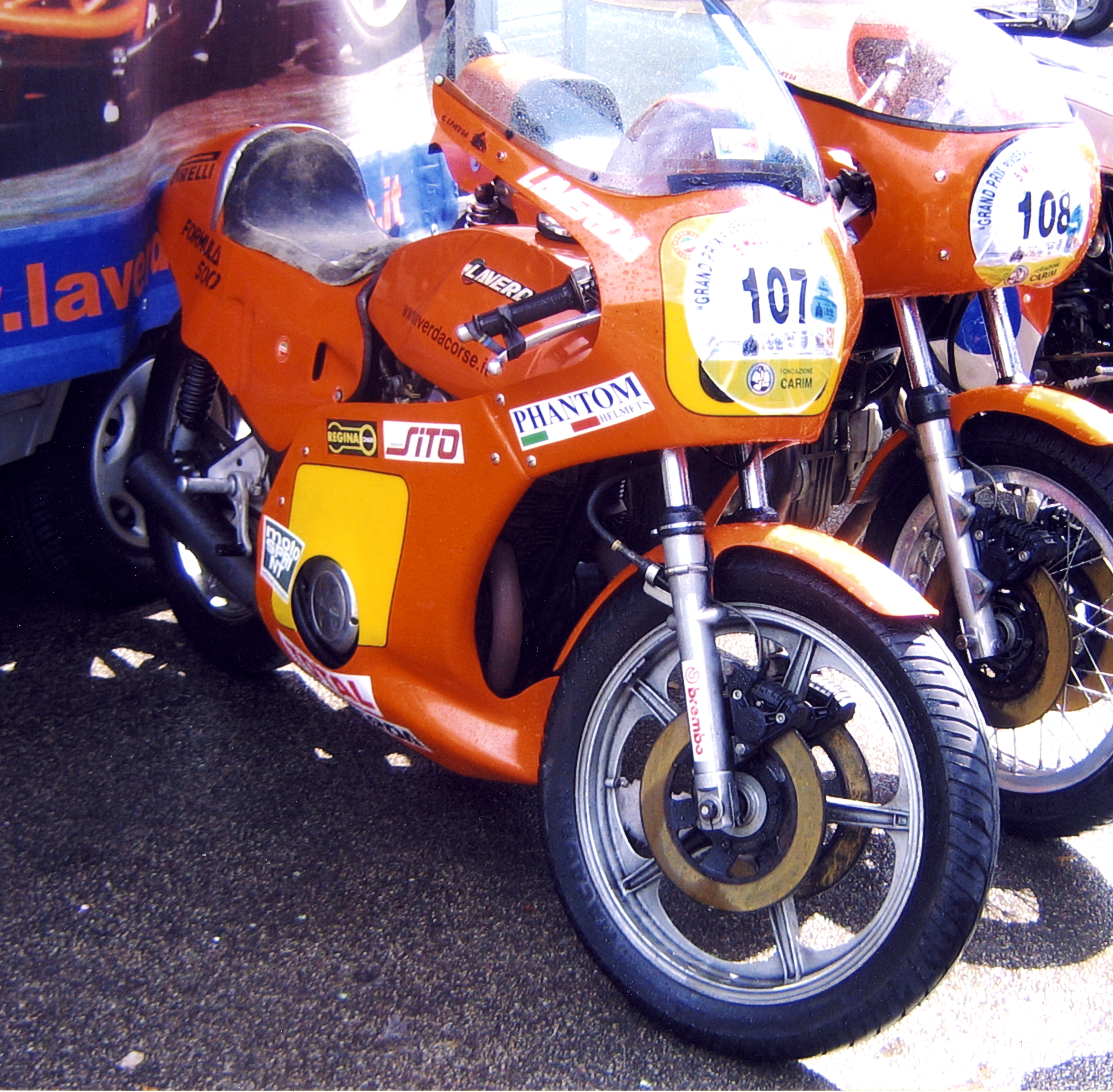
Formula 500
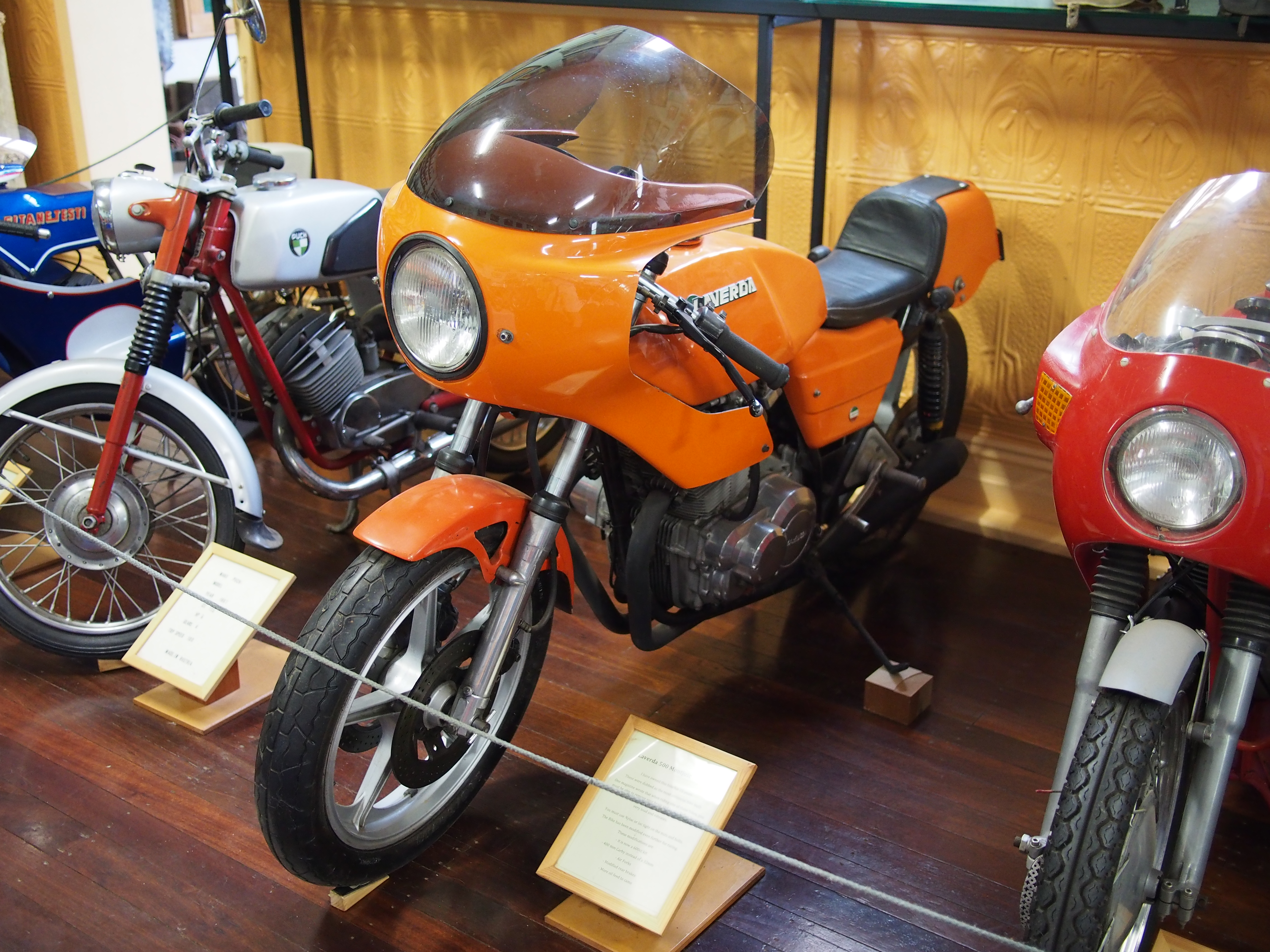
Montjuic 500
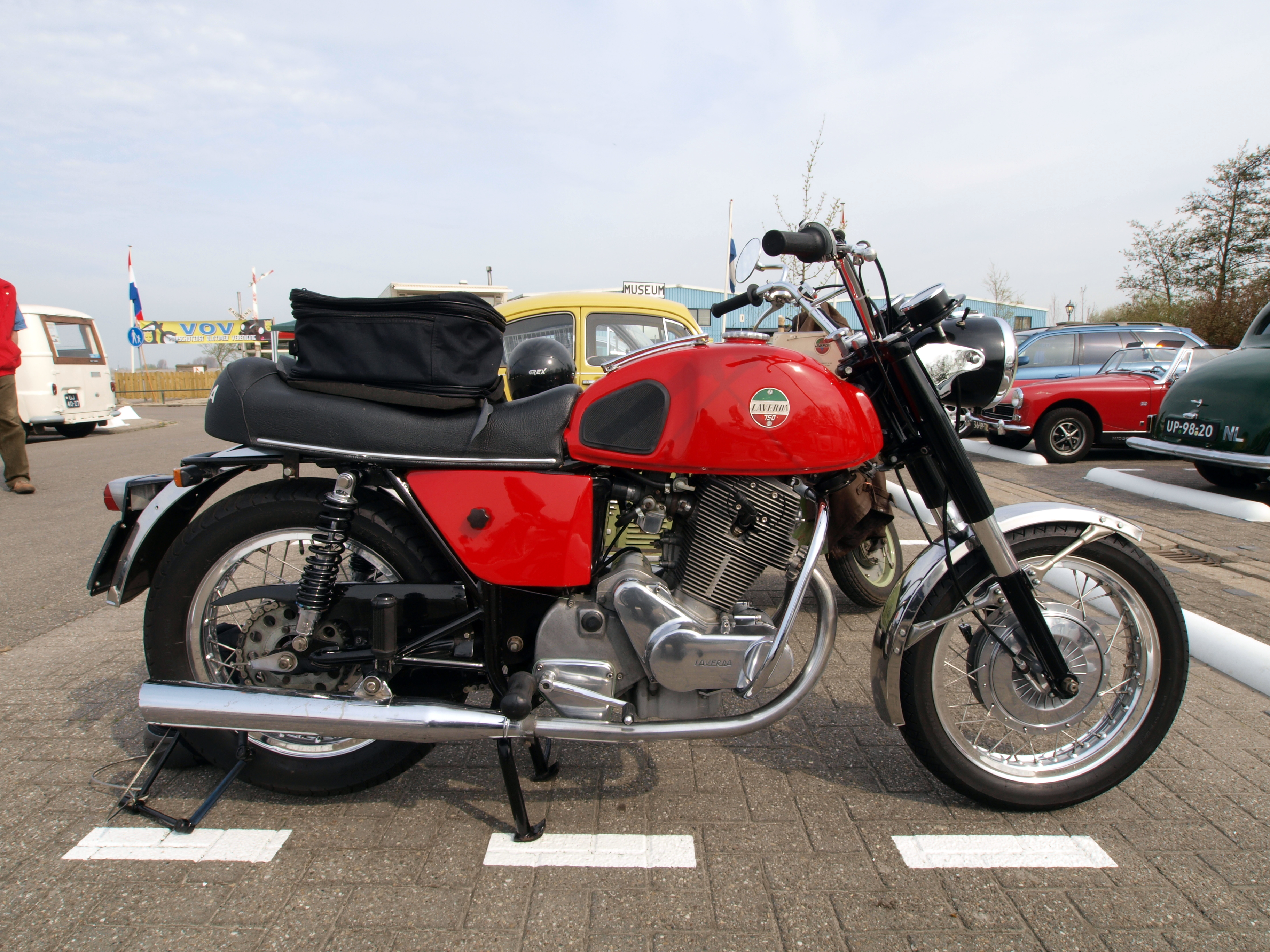
750 GT
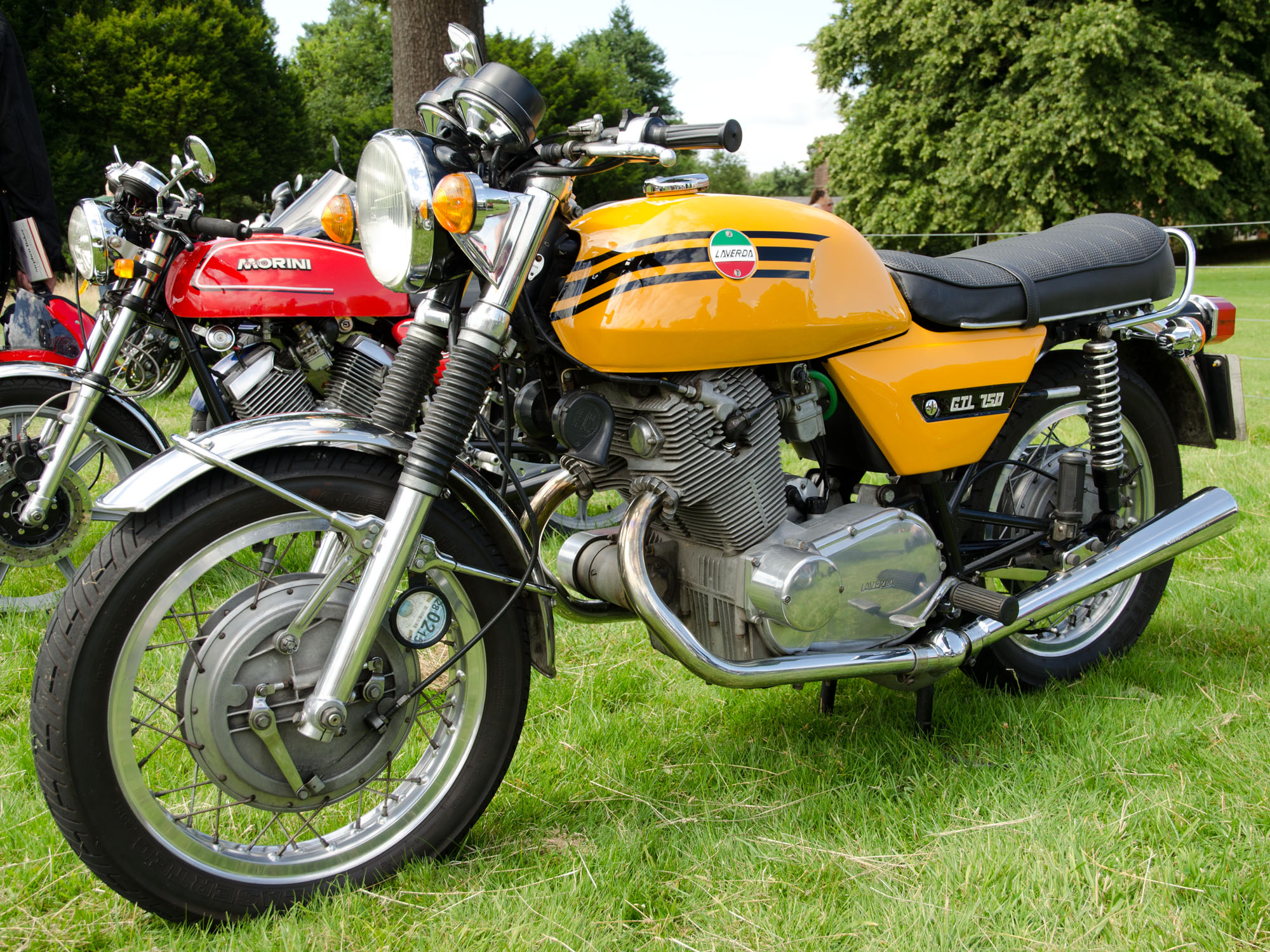
750 GTL
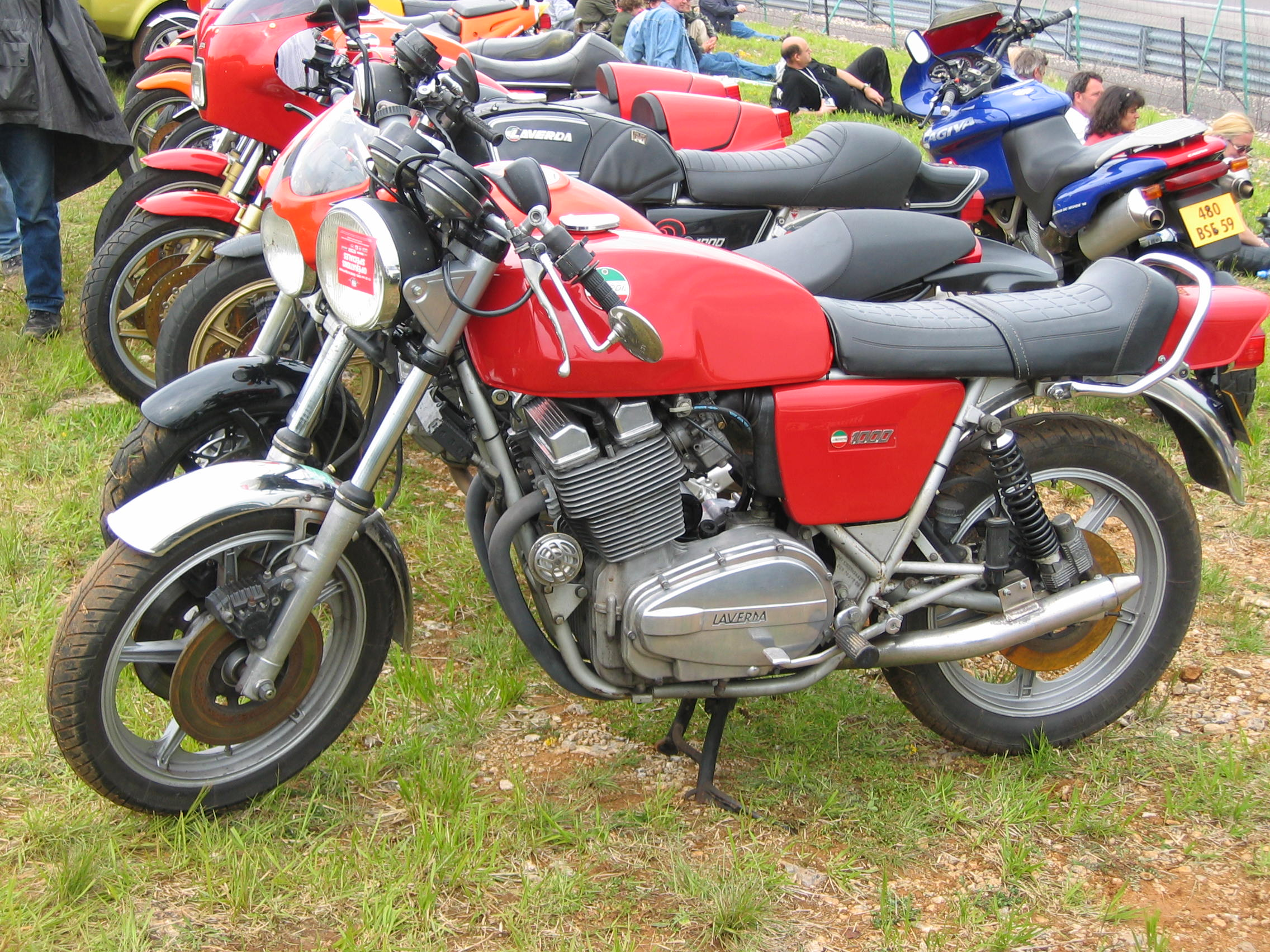
3 CL
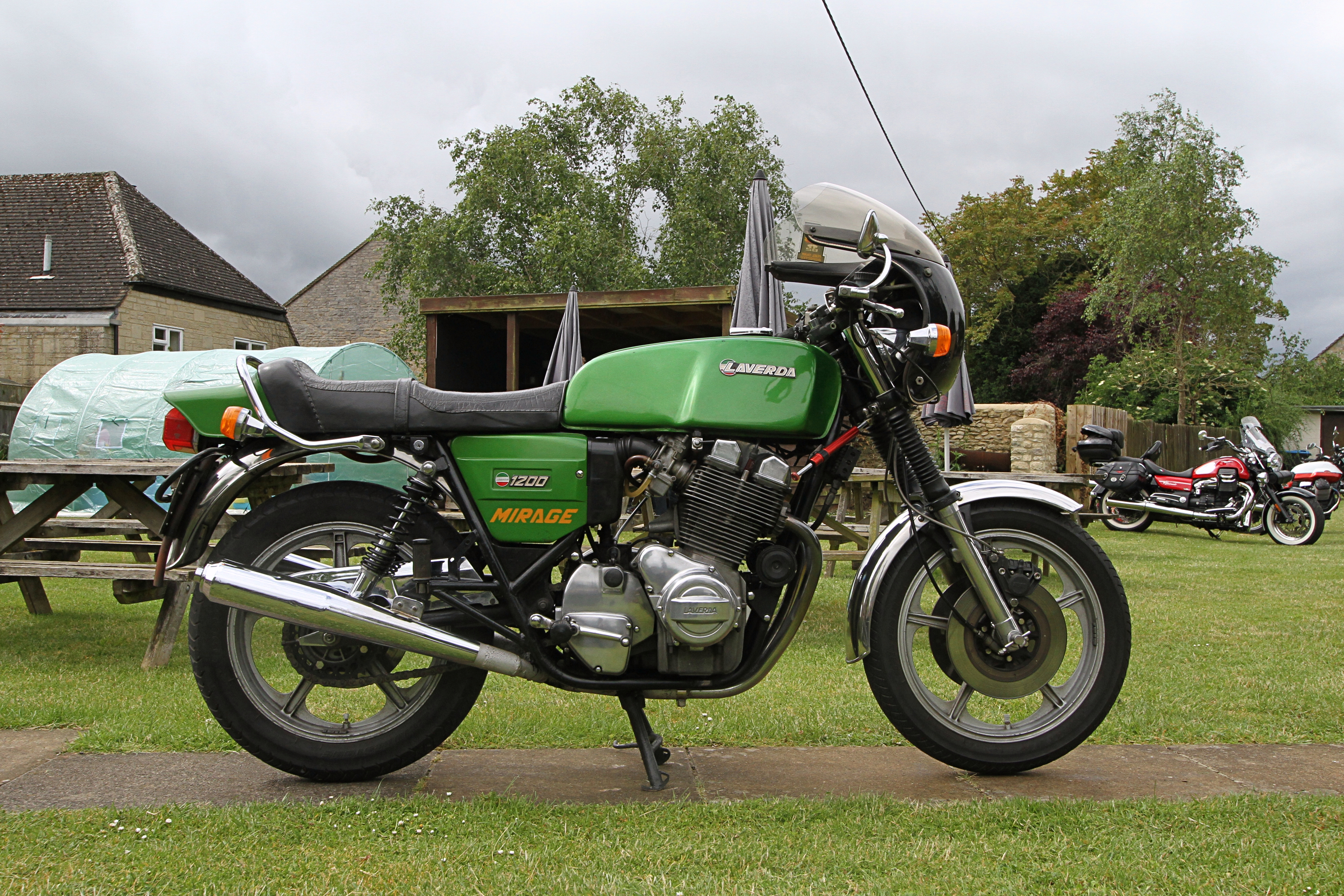
Laverda 1200 Mirage
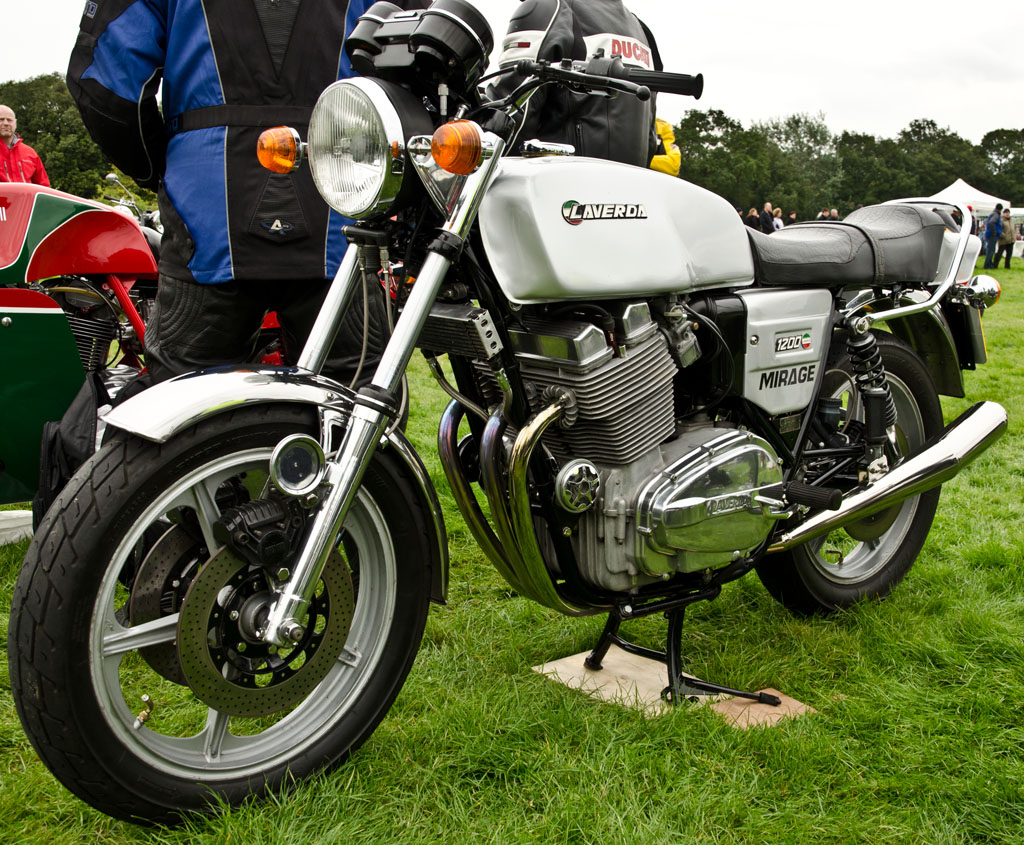
Formula Mirage
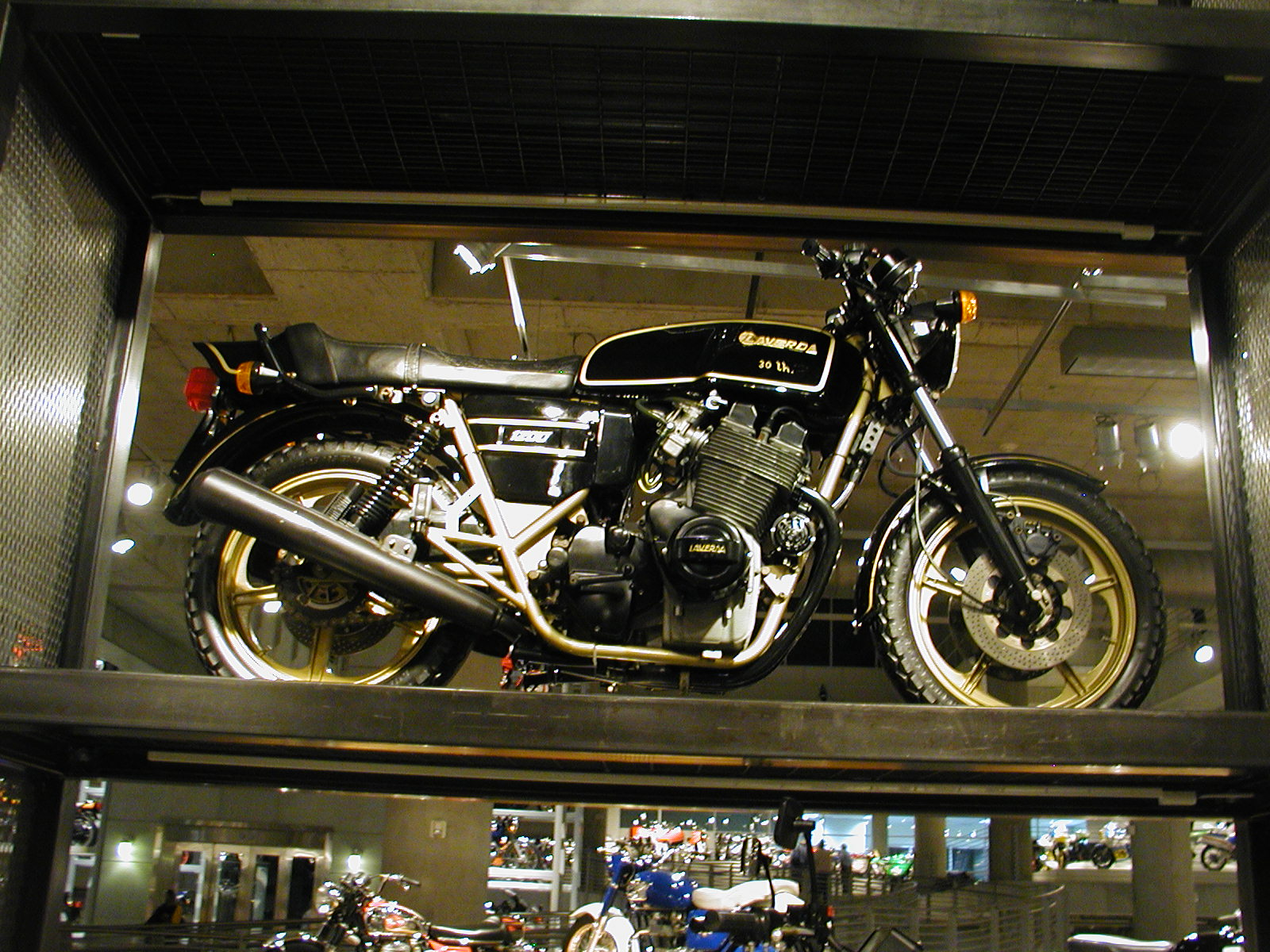
30th Anniversary 1200
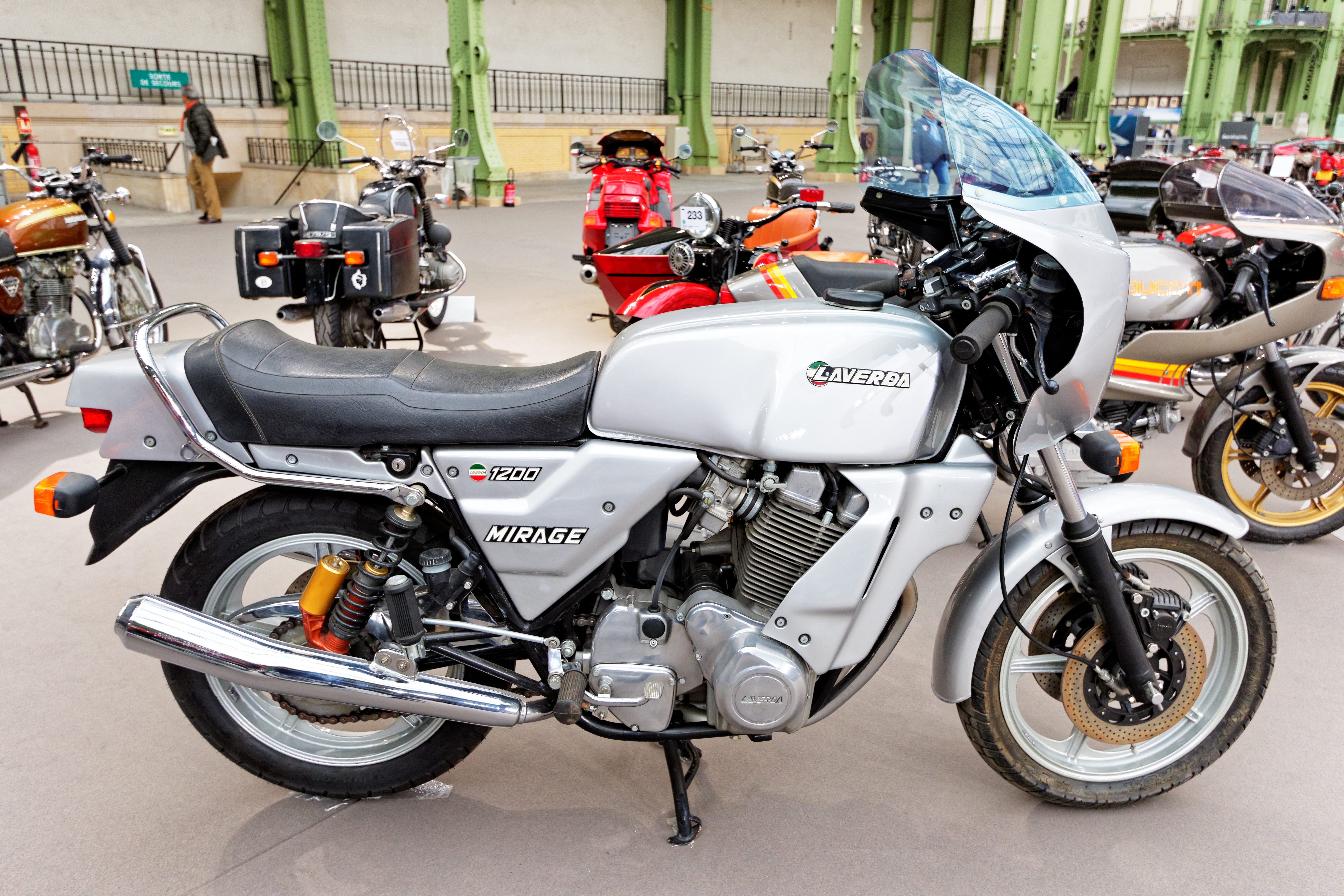
1200TS Mirage

### American Eagle

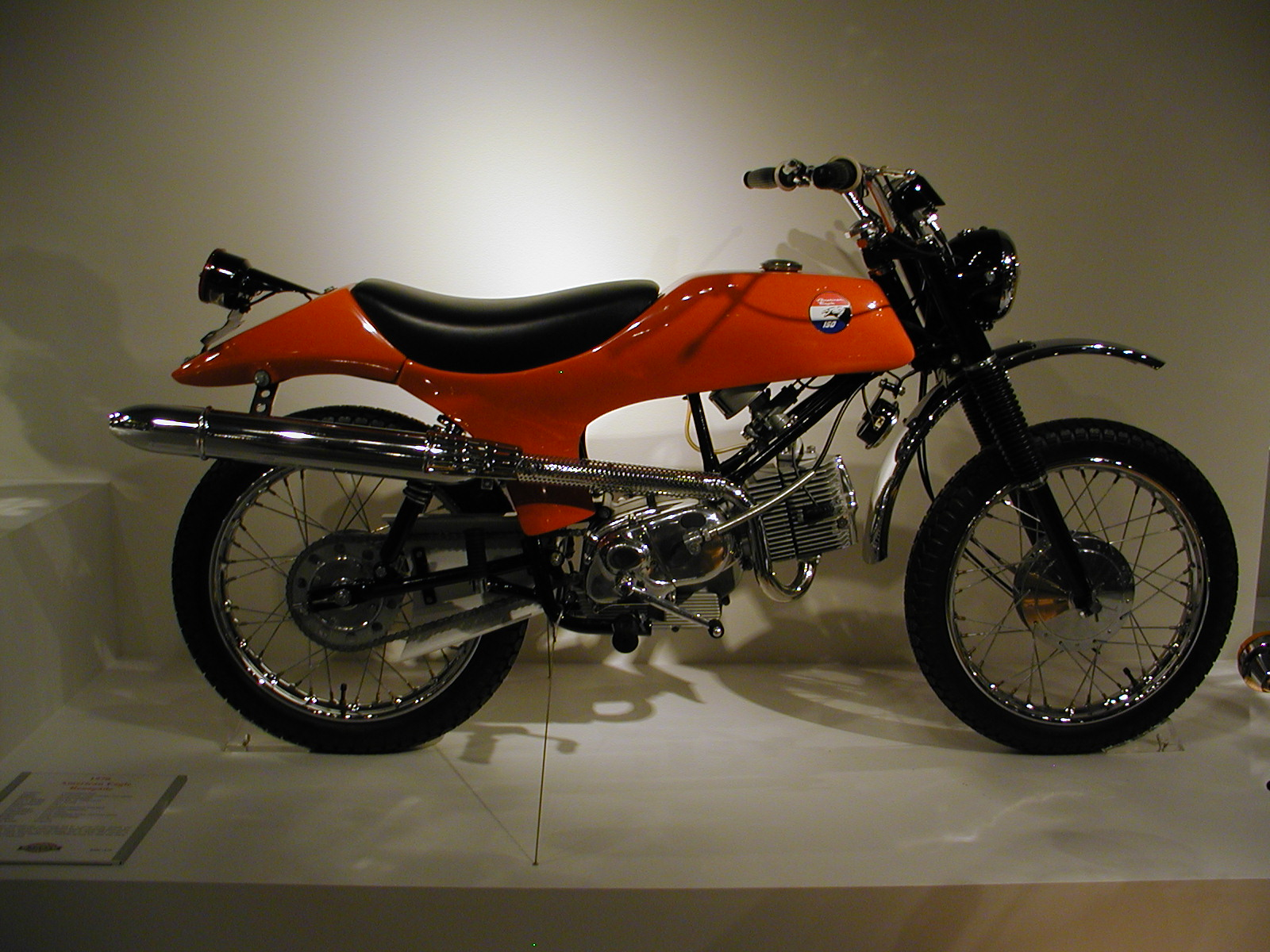
American Eagle 150 Renegade

Von 1968 bis 1970 wurden Laverdas von John McCormack unter der Marke American Eagle in die USA importiert
| Hubraum | Modell          | Bauzeit   | Merkmale/Besonderheiten                                                                                              |
| ------- | --------------- | --------- | --- |
| 150 cm³ | 150 Renegade    | 1968–1970 | Basierend auf dem europäischen 125 Trail mit vergrößertem Motor und Karosserie von UNICON                            |
| 750 cm³ | 750 Classic     | 1968      | Basierend auf der europäischen 750GT mit Buckhorn-Lenker, neu gestaltetem Sitz und Tank, Sturzbügel und Gepäckträger |
| 750 cm³ | 750 Road Sport  | 1969–1970 | Überarbeitete Version der 750 Classic. Ca. 200 Stück                                                                 |
| 750 cm³ | 750 Super Sport | 1969–1970 | Leistungsstärkere Version der Road Sport mit höherem Verdichtungsverhältnis und „schärferer“ Nockenwelle             |

## 1987 bis 1990
Laverda wurde als staatlich geförderte Arbeitergenossenschaft geführt. Der Firmenname wurde 1989 in Nuova Moto Laverda geändert.
| Hubraum | Modell       | Bauzeit | Merkmale/Besonderheiten |
| ------- | ------------ | ------- | --- |
| 150 cm³ | 125 Toledo   | 1989    | Wassergekühlter Zweitaktmotor im Chopper-Stil                                                                              |
| 150 cm³ | 125 GSR      | 1989    | Prototyp eines Ersatzmodells für die 125 Lesmo, die nie in Produktion ging                                                 |
| 150 cm³ | 125 GP racer | 1990    | Zweitakt-Rennmotorrad mit „Disc-Valve-Technik.“ Der einzige Auftritt war beim GP von Mugello 1990                          |
| 668 cm³ | 700 El-Cid   | 1989    | Enduro-Prototyp mit dem 668-cm³-Motor, der erstmals im CR 668 Cruiser-Prototyp gezeigt wurde                               |
| 668 cm³ | 700 Hidalgo  | 1989    | Cruiser-Prototyp mit 668-cm³-Motor                                                                                         |
| 668 cm³ | 650 Sport    | 1989    | Vollverkleideter Sportmotorrad-Prototyp mit 668-cm³-Motor und einem von Nico Bakker entworfenen Aluminium-Doppelholmrahmen |

## 1990 bis 1993
Laverda wurde 1990 von Gruppo Zanini übernommen, die eine Partnerschaft mit dem japanischen Shinken-Konzern einging. Zanini steckte 1983 in finanziellen Schwierigkeiten und die italienische Regierung intervenierte
| Hubraum | Modell      | Bauzeit   | Merkmale/Besonderheiten                                                                               |
| ------- | ----------- | --------- | --- |
| 150 cm³ | 125 Navarro | 1990–1992 | Sportbike mit gleichem Motor wie die Cagiva Freccia                                                   |
| 668 cm³ | 650 Sport   | 1992–1994 | Vollverkleidetes Sportmotorrad mit Bakker-Chassis und einer aktualisierten Version des 668-cm³-Motors |

## 1993 bis 2000
Laverda wurde von einer Investorengruppe unter der Leitung von Francesco Tognon übernommen und das Unternehmen in I.Mo.La. SpA (International Moto Laverda) umbenannt. Die Produktion wurde von Breganze nach Zanè, etwa neuneinhalb westlich, verlegt.
| Hubraum  | Modell                                 | Bauzeit   | Merkmale/Besonderheiten |
| -------- | -------------------------------------- | --------- | --- |
| 650 cm³  | 650 Kevlar                             | 1994      | Limitiertes Modell basierend auf dem 650 Sport mit Kevlar-Verkleidung |
| 650 cm³  | 650 Iniezione Elettronica (I.E.) Sport | 1995–1996 | 650 Sport mit neuen Motorgehäuse |
| 650 cm³  | 650 Sport Formula                      | 1995–1993 | Aktualisierte 650er Sport mit heißeren Nockenwellen, besseren Bremsen und Kohlefaserteilen |
| 650 cm³  | 650 Ghost                              | 1995–1996 | Naked Bike mit Gitterrohrrahmen aus Stahl |
| 650 cm³  | 650 Ghost Legend                       | 1995–1996 | Optische Aufwertung der Ghost mit Carbon-Zubehör und orangefarbenem Rahmen |
| 650 cm³  | 650 Ghost Strike                       | 1995–1996 | 650 Ghost mit Bakker-Aluminium-Holmrahmen und Halbschale/Lenker-Verkleidung („Bikini-Fairing“) |
| 668 cm³  | 668 Sport                              | 1996–2000 | Optisches Upgrade der 650 Sport + Hubraum |
| 668 cm³  | 668 Ghost                              | 1996–1998 | Update der 650 Ghost + Hubraum |
| 668 cm³  | 668 Diamante                           | 1997–1998 | Aktualisierte Version der Ghost mit Halbverkleidung. US-Modelle verwendeten den Bakker-Rahmen, andere Märkte wurden mit dem Stahlrahmen ausgestattet |
| 668 cm³  | Black Strike 668 Café Racer            | 1998      | Limitierte Auflage der Ghost Strike in Schwarz und ohne Verkleidung (Naked Bike) |
| 750 cm³  | 750S                                   | 1997–2000 | Aktualisierte Version der 668 Sport mit einem neuen wassergekühlten Motor, der aus dem 668er hervorgegangen ist. Unter Verwendung des Bakker-Rahmens wurde das Modell zunächst mit der Halbverkleidung der Diamante ausgestattet, ab 1998 wurde eine Vollverkleidung angebracht. |
| 750 cm³  | 750 Diamante                           | 1998      | Stahlrahmen mit Halbverkleidung |
| 750 cm³  | 750 Ghost Strike                       | 1998      | Bakker-Rahmen mit Halbschale/Lenker-Verkleidung („Bikini-Fairing“) |
| 750 cm³  | 750S Caraneta                          | 1998      | Bakker-Rahmen mit Vollverkleidung |
| 750 cm³  | 750 Sport Formula                      | 1998–1999 | Leistungsstärkere Version der 750S |
| 750 cm³  | 750 Sport Formula II                   | 1999      | Aktualisierte Version der 750 Sport Formula |
| 750 cm³  | PRC 750 Cup                            | 1999      | Prototyp eines Production Racer, der eine abgespeckte Version der 750S war |
| 750 cm³  | 750 Super Sport                        | 2000–2001 | Aktualisierte Version der 750S mit Sport Formula-Motor |
| 750 cm³  | 750 Black Strike                       | 2000–2001 | Aktualisierte Version der 668 Black Strike mit dem 750 Sport Formula-Motor |
| 790 cm³  | TTS800                                 | 1998      | Enduro-Prototyp mit vergrößertem 790-ccm-Motor |
| 1000 cm³ | 1000 Super Sport                       | 1999      | Prototyp eines 1000-cm³-Dreizylinders mit 12 Ventilen. Das Motordesign wurde später als Grundlage für den Motor in der 900-cm³-Benelli Tornado Tre verwendet |

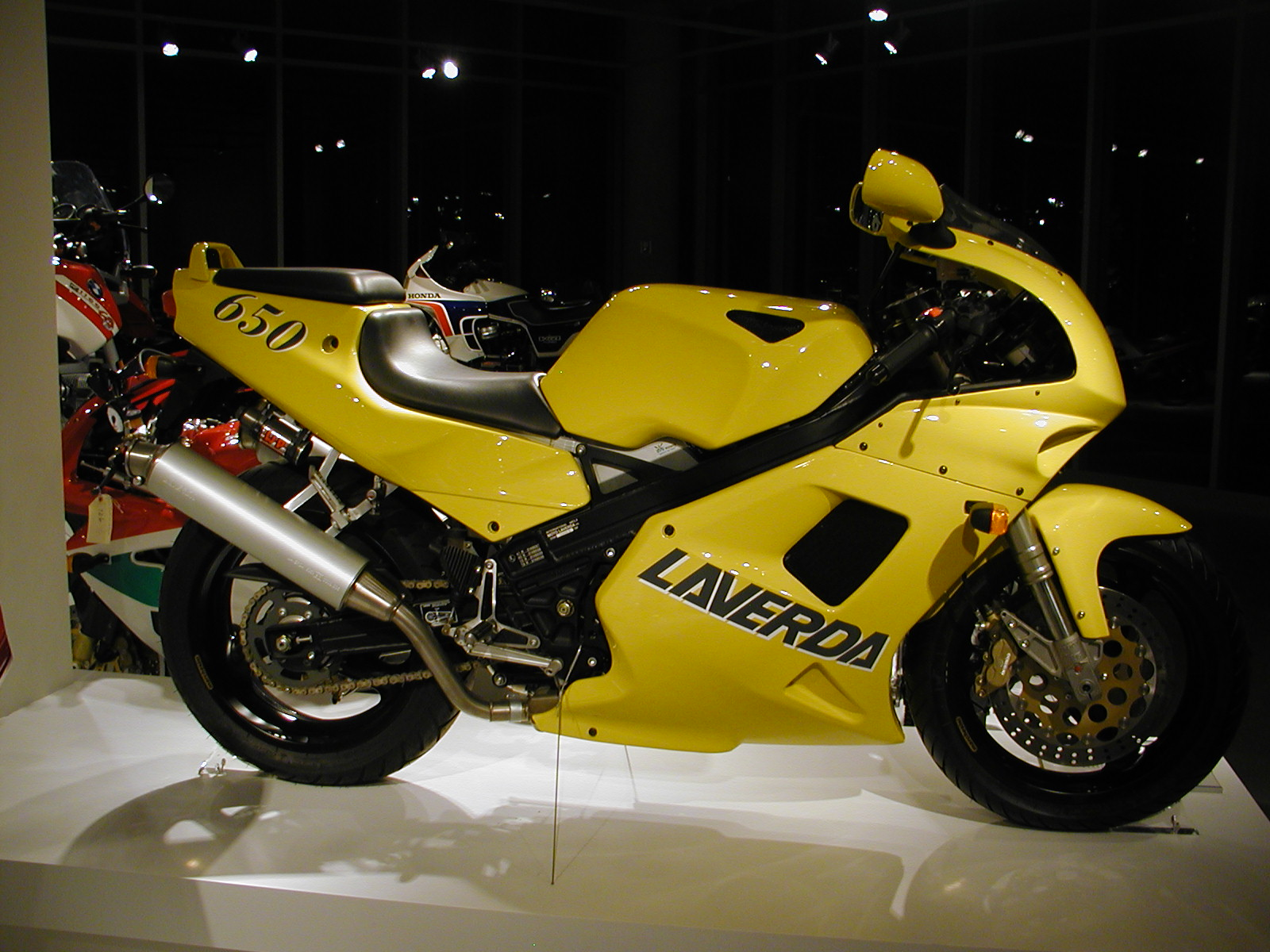
650 Sport Formula
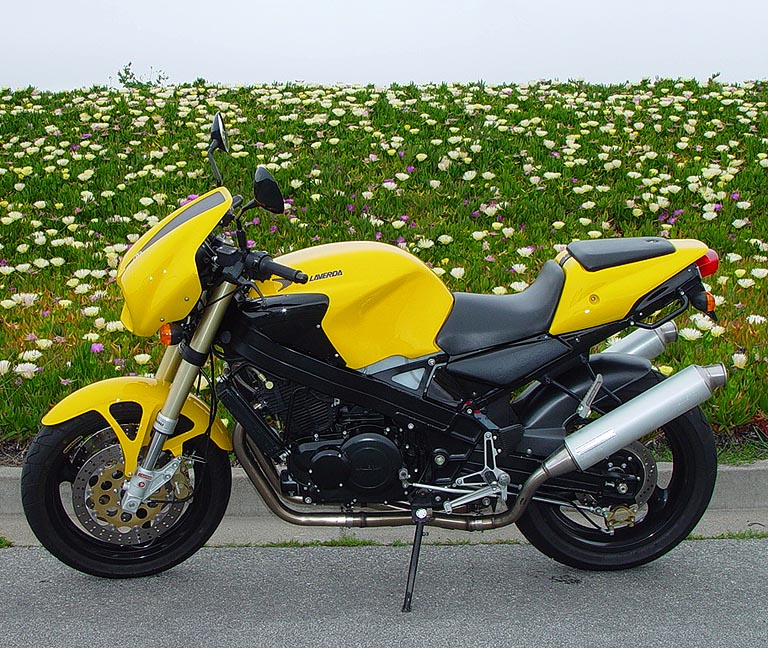
650 Ghost Strike
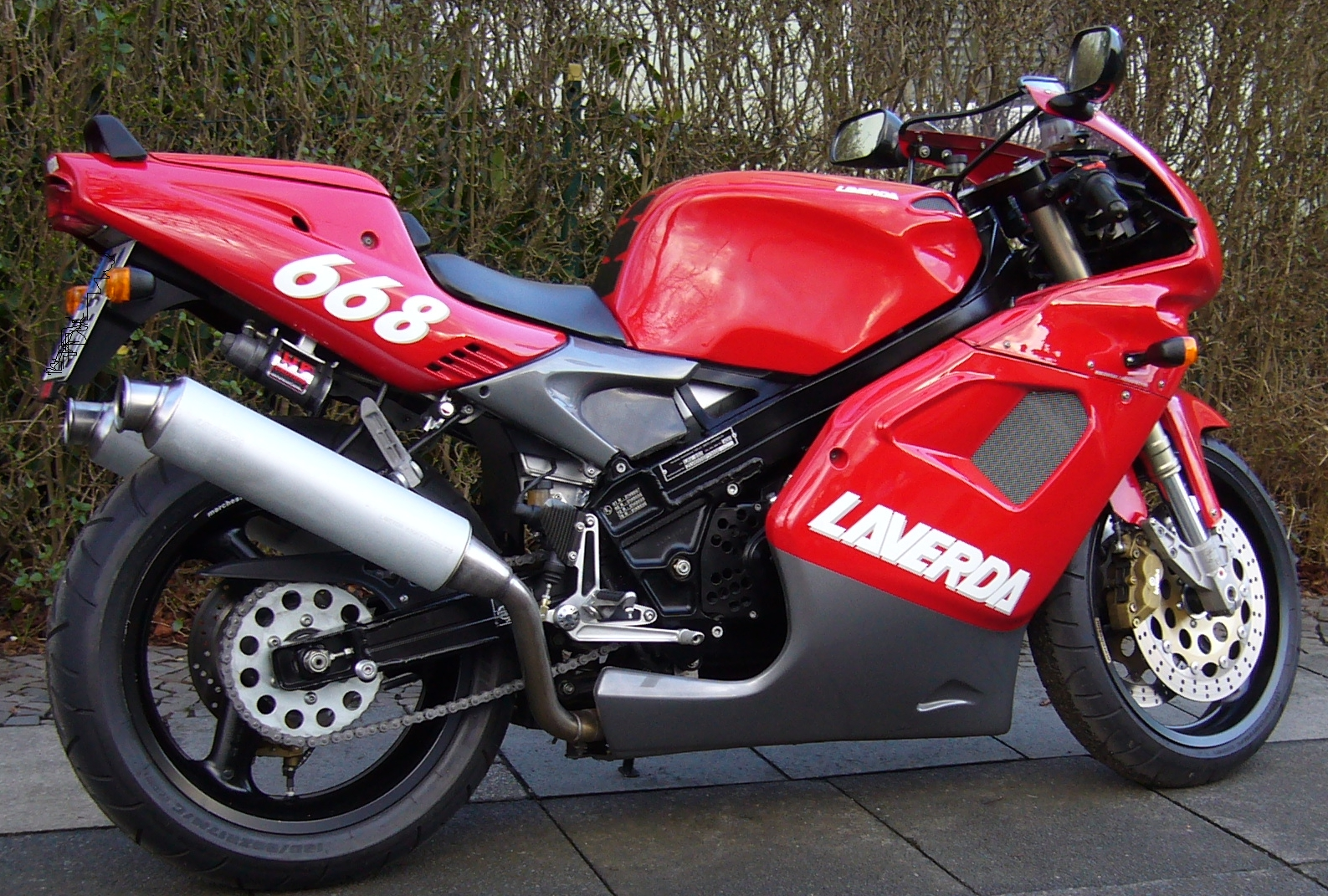
668 Sport
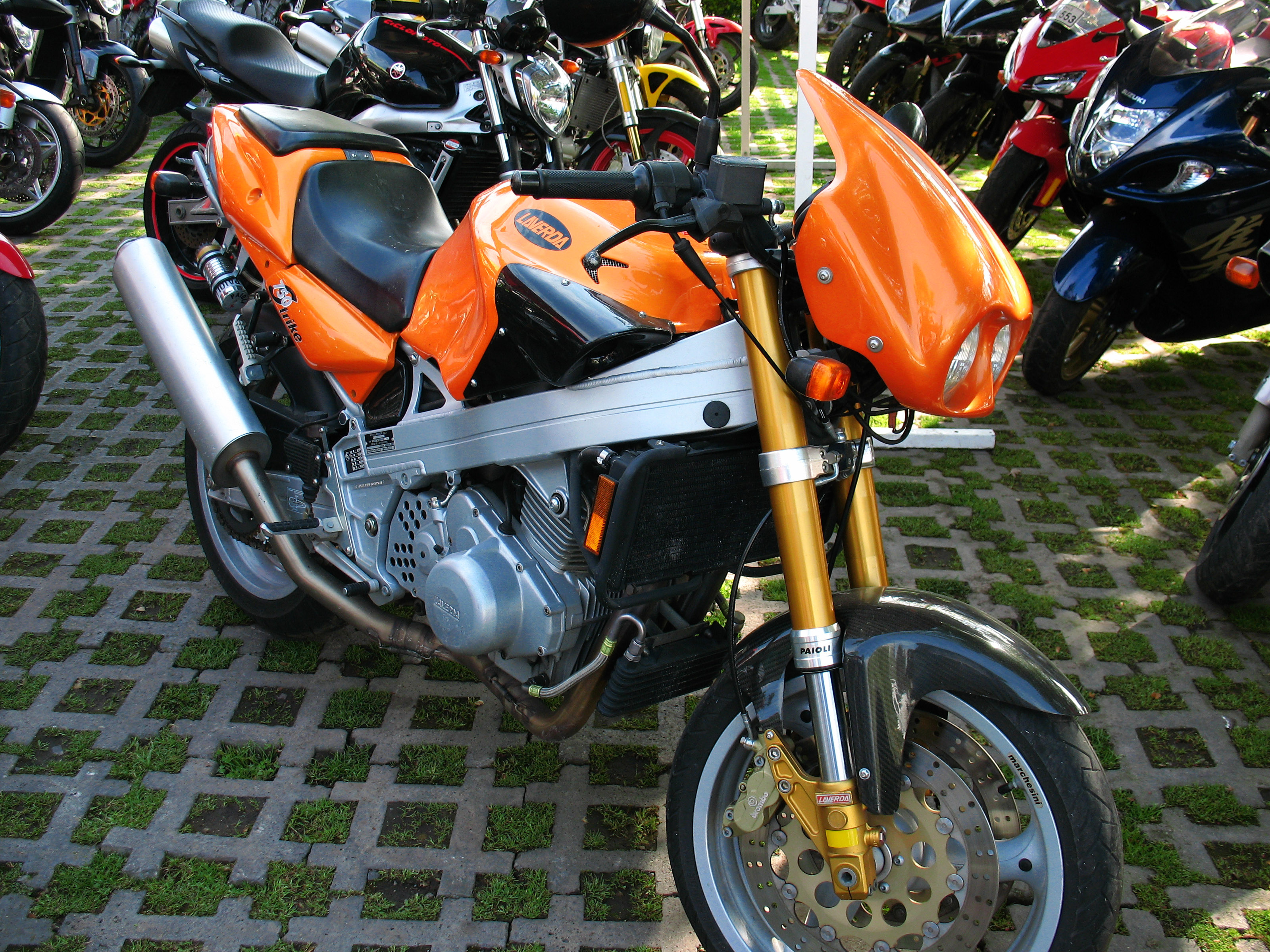
750 Ghost Strike
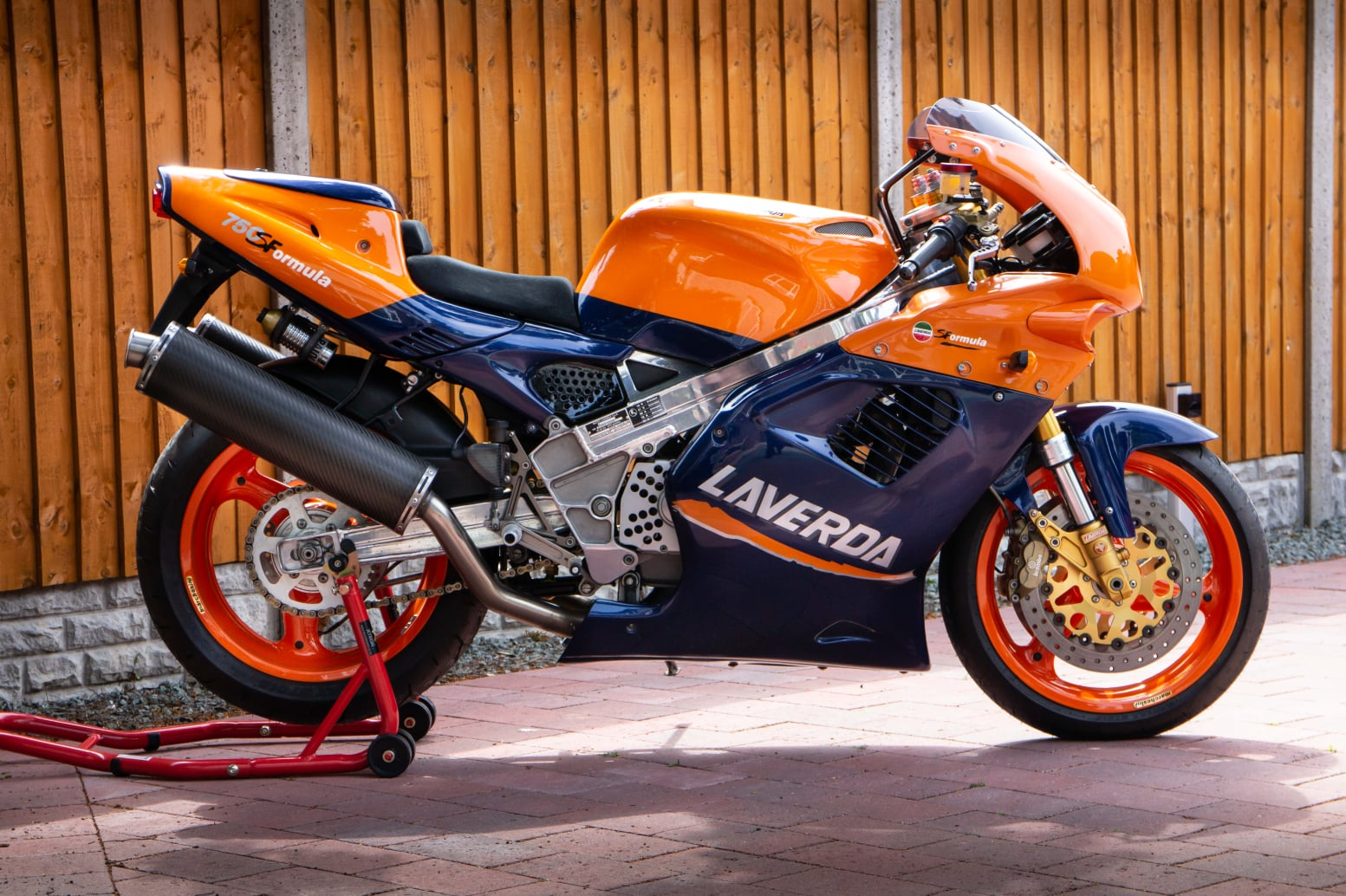
750 Sport Formula II

## 2000 bis 2004

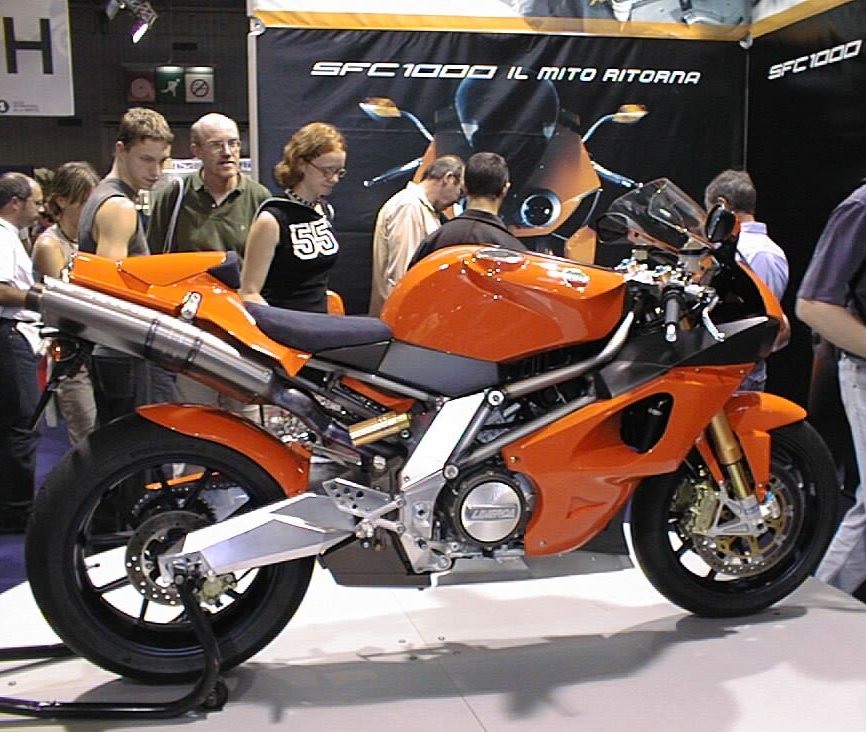
Laverda SFC 1000

Aprilia kaufte Laverda im Jahr 2000. Zwar wurden auch einige Laverda-Motorräder produziert, die Marke wurde jedoch hauptsächlich für importierte Roller und Quads verwendet. Aprilia wurde 2004 vom Piaggio-Konzern gekauft, der die Marke fallen ließ.
| Hubraum  | Modell   | Bauzeit | Merkmale/Besonderheiten                                                                            |
| -------- | -------- | ------- | -------------------------------------------------------------------------------------------------- |
| 650 cm³  | 650 Lynx | 2000    | Prototyp mit einem Suzuki SV650-Motor                                                              |
| 1000 cm³ | SFC 1000 | 2002    | Ein einzelner Prototyp (auf Messen gezeigt) mit einem von der Aprilia RSV Mille abgeleiteten Motor |